# Giải vô địch thế giới Liên Minh Huyền Thoại 2022
Giải vô địch thế giới Liên Minh Huyền Thoại 2022 (tiếng Anh: 2022 League of Legends World Championship) là Giải vô địch thế giới lần thứ 12 của Liên Minh Huyền Thoại. Giải đấu diễn ra từ ngày 30 tháng 9 đến ngày 6 tháng 11 (UTC+7)  tại 4 thành phố ở Mexico và Hoa Kỳ với trận chung kết được tổ chức tại Chase Center, San Francisco, Hoa Kỳ - nơi 2 đội tuyển mạnh nhất thế giới sẽ cạnh tranh nhau chiếc cúp Summoner's và chức vô địch của giải đấu Liên Minh Huyền Thoại lớn nhất hành tinh.
Dựa theo thông lệ hàng năm của Giải vô địch thế giới Liên Minh Huyền Thoại, ca khúc "Star Walkin" được thể hiện bởi ca sĩ Lil Nas X là ca khúc chủ đề của giải đấu năm nay.
Giải đấu năm nay cũng đánh dấu một kỷ nguyên mới của nền thể thao điện tử Liên Minh Huyền Thoại sau hơn mười năm phát triển, với việc đội tuyển lên ngôi vô địch sẽ trở thành đội đầu tiên chạm tay vào Summoner's Cup với thiết kế hoàn toàn mới, một thiết kế đại diện cho lịch sử của Liên Minh Huyền Thoại và đánh dấu một kỷ nguyên mới của LoL Esports.
Tại trận chung kết diễn ra vào ngày 6 tháng 11, đội tuyển DRX đã xuất sắc đánh bại T1 với tỉ số 3-2, qua đó chính thức trở thành nhà vô địch mới của giải vô địch thể giới Liên Minh Huyền Thoại. Đây cũng là lần đầu tiên trong lịch sử giải đấu có một đội bắt đầu thi đấu tại vòng khởi động lên ngôi vô địch. Cũng tại trận đấu này, theo thống kê từ Esports Charts, lượng người xem cùng lúc cao nhất trên các nền tảng nhất định (không bao gồm khu vực Trung Quốc) lên đến hơn 5 triệu người, phá vỡ kỷ lục 4 triệu người xem cùng lúc tại trận chung kết của giải đấu năm ngoái.
EDward Gaming là nhà đương kim vô địch , nhưng đã bị loại bởi nhà vô địch tương lai DRX ở tứ kết với tỉ số 3-2. 

## Thể thức thi đấu
Áp dụng thể thức chung cho các Giải VĐTG của Liên Minh Huyền Thoại, Giải vô địch thế giới năm 2022 sẽ bao gồm 3 giai đoạn: Khởi Động, Vòng Bảng, và Vòng Loại Trực Tiếp (Tứ Kết, Bán Kết và Chung Kết).
Vòng Khởi Động:
- Vòng 1: 12 đội tuyển được xếp đều vào 2 bảng đấu, mỗi bảng 6 đội. Thi đấu theo thể thức Vòng Tròn Một Lượt[Chú thích 1] & BO1[Chú thích 2].  Đội đầu bảng sẽ trực tiếp tiến vào Vòng Bảng, các đội xếp thứ 2, 3 & 4 sẽ đi tiếp vào vòng 2 - Vòng Khởi Động, 2 đội xếp cuối bảng bị loại (áp dụng cho tất cả các bảng).
- Vòng 2: Với mỗi bảng - đội xếp thứ 3 & 4 sẽ thi đấu với nhau, đội thắng sẽ tiếp tục thi đấu với đội xếp thứ 2 của bảng còn lại. Toàn bộ theo thể thức loại trực tiếp[Chú thích 3] & BO5[Chú thích 4]. 2 đội giành chiến thắng cuối cùng sẽ tiến vào Vòng Bảng.

Vòng Bảng: 16 đội (bao gồm 12 đội giành quyền trực tiếp vào Vòng Bảng, và 4 đội đi lên từ Vòng Khởi Động) sẽ được xếp vào 4 bảng, thi đấu theo thể thức Vòng Tròn Hai Lượt & BO1. Các đội xếp thứ 1 & 2 mỗi bảng sẽ đi tiếp vào giai đoạn cuối cùng của giải đấu - Vòng Loại Trực Tiếp, các đội còn lại bị loại.
Vòng Loại Trực Tiếp: 8 đội tuyển vượt qua Vòng Bảng sẽ tiếp tục thi đấu tại các vòng đấu loại trực tiếp, bao gồm Tứ Kết, Bán Kết và Chung Kết. Trong giai đoạn này, giải đấu sẽ được chuyển sang thể thức nhánh đấu loại trực tiếp với tất cả trận đấu diễn ra theo thể thức BO5. Những cặp trận đấu sẽ được quyết định bằng một buổi lễ bốc thăm trực tiếp diễn ra ngay trước ngày thi đấu vòng Tứ Kết. Đội tuyển chiến thắng trận Chung Kết sẽ trở thành Nhà Vô Địch Thế Giới năm 2022.

## Cúp vô địch & Kỷ vật vinh danh

### Summoner's Cup
Summoner's Cup - chiếc cúp dành riêng cho nhà vô địch thế giới, là biểu tượng đại diện cho đỉnh vinh quang trong đấu trường thi đấu chuyên nghiệp của bộ môn thể thao điện tử Liên Minh Huyền Thoại.
Tại giải vô địch thế giới năm nay, Riot Games đã kết hợp cùng Tiffany & Co thiết kế lại hoàn toàn chiếc cúp này để đánh dấu một kỷ nguyên mới cho nền thể thao điện tử của Liên Minh Huyền Thoại, đây cũng là lần đầu tiên Summoner's Cup được thay đổi hoàn toàn diện mạo sau 10 năm tồn tại kể từ lần đầu tiên xuất hiện tại Giải vô địch thế giới lần thứ 2 (2012).
Theo Riot Games, chiếc cúp hiện mang một thiết kế hiện đại "làm bằng bạc sterling, bạc mịn, thép không gỉ, đồng thau và gỗ". Với thiết kế tay cầm đại diện cho từng vai trò của từng thành viên trong đội. Cùng với đó, tên đội tuyển và tên thành viên của các đội vô địch sẽ được khắc vào phần đế của chiếc cúp. "Summoner's Cup mới được thiết kế để tôn vinh quá khứ của Liên Minh Huyền Thoại, đồng thời đánh dấu kỷ nguyên tiếp theo của LoL Esports" - theo phát ngôn chính thức của nhân viên LoL Esports.

### Nhẫn Quán Quân
Ngoài Summoner's Cup, nhẫn Quán Quân cũng sẽ được trao cho mỗi thành viên trong đội vô địch từ Mercedes-Benz như một phần truyền thống mới của giải đấu bắt đầu từ Giải vô địch thế giới năm 2021.

## Các điểm thay đổi

#### Kế hoạch tổ chức:
- Theo thông báo trước đó của Riot Games, vòng bán kết giải vô địch thế giới năm nay sẽ được tổ chức tại Scotiabank Arena, Toronto, Canada.[36][37][38][39] Nhưng do các vấn đề liên quan đến VISA và đại dịch COVID-19 nên State Farm, Atlanta, Hoa Kỳ đã trở thành địa điểm thay thế.[40][41][42]

#### Suất thi đấu:
- Trung Quốc (LPL) và Hàn Quốc (LCK) mỗi khu vực được nhận thêm một suất thi đấu, nâng tổng số đại diện được quyền tham dự lên thành 4 đại diện.[43][44]
- Do tình hình chiến tranh giữa Nga và Ukraina, khu vực CIS (LCL) đã không có đại diện tham dự trong năm nay, suất thi đấu của LCL đã được trao cho Châu Âu (LEC) do thành tích nổi bật của khu vực này trong hai năm qua, vì vậy cũng giống như LPL và LCK, khu vực LEC cũng sẽ có 4 đại diện tham dự.[45][46][47][48]

## Địa điểm & Lịch thi đấu
Mexico City, New York City, Atlanta và San Francisco là bốn thành phố chủ nhà tổ chức giải vô địch thế giới năm nay.
| Mexico                            | Mexico                | Hoa Kỳ                            | Hoa Kỳ                            | Hoa Kỳ                            | Hoa Kỳ                            | Hoa Kỳ                            |
| Mexico City                       | Mexico City           | New York City                     | New York City                     | New York City                     | Atlanta                           | San Francisco                     |
| Mexico City                       | Mexico City           | New York CityAtlantaSan Francisco | New York CityAtlantaSan Francisco | New York CityAtlantaSan Francisco | New York CityAtlantaSan Francisco | New York CityAtlantaSan Francisco |
| --------------------------------- | --------------------- | --------------------------------- | --------------------------------- | --------------------------------- | --------------------------------- | --------------------------------- |
| Arena Esports Stadium             | Arena Esports Stadium | Hulu Theater                      | Hulu Theater                      | Hulu Theater                      | State Farm Arena                  | Chase Center                      |
| Sức chứa: 100                     | Sức chứa: 100         | Sức chứa: 5,600                   | Sức chứa: 5,600                   | Sức chứa: 5,600                   | Sức chứa: 21,000                  | Sức chứa: 18,060                  |
| Vòng Khởi Động                    | Vòng Khởi Động        | Vòng Bảng                         | Vòng Bảng                         | Vòng Loại Trực Tiếp               | Vòng Loại Trực Tiếp               | Vòng Loại Trực Tiếp               |
| Vòng 1                            | Vòng 2                | Lượt đi                           | Lượt về                           | Tứ kết                            | Bán kết                           | Chung kết                         |
| 30/9 – 3/10                       | 4/10 – 5/10           | 8/10 – 11/10                      | 14/10 – 17/10                     | 21/10 – 24/10                     | 30/10 – 31/10                     | 6/11                              |
| Thời gian bắt đầu thi đấu (UTC+7) |                       |                                   |                                   |                                   |                                   |                                   |
| 03:00                             | 01:00                 | 04:00                             | 02:00                             | 04:00                             | 04:00                             | 07:00                             |

## Danh sách các đội tham dự

### Danh sách các đội
Giải vô địch thế giới năm nay có tổng cộng 24 đội tuyển đến từ 11 khu vực trên khắp thế giới tham dự. Tùy thuộc vào khu vực và xếp loại hạt giống, các đội sẽ được chia làm 2 nhóm, 1 nhóm sẽ trực tiếp giành quyền vào vòng bảng và nhóm còn lại sẽ phải thi đấu tại vòng khởi động để giành lấy cơ hội tham dự vòng bảng.
    - Đương kim vô địch,       - Cựu vô địch.
| Khu vực                             | Giải đấu                            | Tham dự với tư cách                 | Đội tuyển                           | ID                                  | Seed                                | Pool                                |
| Bắt đầu ở vòng bảng - Sự kiện chính | Bắt đầu ở vòng bảng - Sự kiện chính | Bắt đầu ở vòng bảng - Sự kiện chính | Bắt đầu ở vòng bảng - Sự kiện chính | Bắt đầu ở vòng bảng - Sự kiện chính | Bắt đầu ở vòng bảng - Sự kiện chính | Bắt đầu ở vòng bảng - Sự kiện chính |
| ----------------------------------- | ----------------------------------- | ----------------------------------- | ----------------------------------- | ----------------------------------- | ----------------------------------- | ----------------------------------- |
| Trung Quốc                          | LPL                                 | Vô địch LPL mùa hè 2022             | JingDong Gaming                     | JDG                                 | 1                                   | 1                                   |
| Trung Quốc                          | LPL                                 | #1 Điểm tích lũy LPL 2022           | Top Esports                         | TES                                 | 2                                   | 2                                   |
| Trung Quốc                          | LPL                                 | #1 vòng loại khu vực LPL            | Edward Gaming \| 2021 \|            | EDG                                 | 3                                   | 3                                   |
| Hàn Quốc                            | LCK                                 | Vô địch LCK mùa hè 2022             | Gen.G 2014, 2017                    | GEN                                 | 1                                   | 1                                   |
| Hàn Quốc                            | LCK                                 | #1 Điểm tích lũy LCK 2022           | T1 2013, 2015, 2016                 | T1                                  | 2                                   | 2                                   |
| Hàn Quốc                            | LCK                                 | #1 vòng loại khu vực LCK            | DWG KIA 2020                        | DK                                  | 3                                   | 3                                   |
| Châu Âu                             | LEC                                 | Vô địch LEC mùa hè 2022             | Rogue                               | RGE                                 | 1                                   | 1                                   |
| Châu Âu                             | LEC                                 | Á quân LEC mùa hè 2022              | G2 Esports                          | G2                                  | 2                                   | 2                                   |
| Bắc Mỹ                              | LCS                                 | Vô địch LCS mùa hè 2022             | Cloud9                              | C9                                  | 1                                   | 1                                   |
| Bắc Mỹ                              | LCS                                 | Á quân LCS mùa hè 2022              | 100 Thieves                         | 100                                 | 2                                   | 3                                   |
| TW/HK/MO/SEA                        | PCS                                 | Vô địch PCS mùa hè 2022             | CTBC Flying Oyster                  | CFO                                 | 1                                   | 2                                   |
| Việt Nam                            | VCS                                 | Vô địch VCS mùa hè 2022             | GAM Esports                         | GAM                                 | 1                                   | 3                                   |
| Bắt đầu ở vòng 1 - Vòng khởi động   |                                     |                                     |                                     |                                     |                                     |                                     |
| Trung Quốc                          | LPL                                 | #2 vòng loại khu vực LPL            | Royal Never Give Up                 | RNG                                 | 4                                   | 1                                   |
| Hàn Quốc                            | LCK                                 | #2 vòng loại khu vực LCK            | DRX                                 | DRX                                 | 4                                   | 1                                   |
| Châu Âu                             | LEC                                 | #3 LEC mùa hè 2022                  | Fnatic 2011                         | FNC                                 | 3                                   | 1                                   |
| Châu Âu                             | LEC                                 | #4 LEC mùa hè 2022                  | MAD Lions                           | MAD                                 | 4                                   | 2                                   |
| Bắc Mỹ                              | LCS                                 | #3 LCS mùa hè 2022                  | Evil Geniuses                       | EG                                  | 3                                   | 2                                   |
| TW/HK/MO/SEA                        | PCS                                 | #2 PCS mùa hè 2022                  | Beyond Gaming                       | BYG                                 | 2                                   | 1                                   |
| Việt Nam                            | VCS                                 | #2 VCS mùa hè 2022                  | Saigon Buffalo                      | SGB                                 | 2                                   | 2                                   |
| Brazil                              | CBLOL                               | Vô địch CBLOL mùa 2 - 2022          | LOUD                                | LLL                                 | 1                                   | 3                                   |
| Nhật Bản                            | LJL                                 | Vô địch LJL mùa hè 2022             | DetonatioN FocusMe                  | DFM                                 | 1                                   | 2                                   |
| Mỹ Latinh                           | LLA                                 | Vô địch LLA bế mạc 2022             | Isurus                              | ISG                                 | 1                                   | 3                                   |
| Châu Đại Dương                      | LCO                                 | Vô địch LCO mùa 2 - 2022            | Chiefs Esports Club                 | CHF                                 | 1                                   | 3                                   |
| Thổ Nhĩ Kỳ                          | TCL                                 | Vô địch TCL mùa hè 2022             | Istanbul Wildcats                   | IW                                  | 1                                   | 3                                   |
| 2021                                |                                     |                                     |                                     |                                     |                                     |                                     |

### Đội hình
Trong đội hình các đội tham dự Giải vô địch thế giới Liên Minh Huyền Thoại 2022 bắt buộc phải có ban huấn luyện viên, 5 tuyển thủ thi đấu chính và tối đa 2 tuyển thủ dự bị. Đối với 5 tuyển thủ trong đội hình thi đấu chính, mỗi tuyển thủ buộc phải có một vai trò nhất định (bao gồm: 1 đường trên, 1 đi rừng, 1 đường giữa, 1 đường dưới & 1 hỗ trợ).
Dưới đây là danh sách đội hình của các đội tham dự:
Danh sách

## Bốc thăm chia bảng
Lễ bốc thăm được tổ chức vào lúc 08:00 (UTC+7) ngày 12 tháng 9, tại United Center, LCS Studio ở Los Angeles, California, Hoa Kỳ ngay sau khi trận chung kết LCS mùa hè 2022 kết thúc. Với 24 đội tuyển được bốc thăm chia thành 2 bảng ở vòng Khởi Động và 4 bảng ở vòng Bảng.

### Vòng khởi động
Thể thức bốc thăm chia bảng:
- 12 đội được bốc thăm ngẫu nhiên chia đều 2 bảng (A, B), mỗi bảng 6 đội.
  - 4 đội trong nhóm hạt giống số 1, ngẫu nhiên chia đều 2 bảng.
  - 4 đội trong nhóm hạt giống số 2, ngẫu nhiên chia đều 2 bảng.
  - 4 đội trong nhóm hạt giống số 3, ngẫu nhiên chia đều 2 bảng.

| Nhóm hạt giống số 1            | Nhóm hạt giống số 2         | Nhóm hạt giống số 3  |
| ------------------------------ | --------------------------- | -------------------- |
| LPL #4, LCK #4, LEC #3, PCS #2 | LEC #4, LCS #3, VCS #2, LJL | LCO, TCL, LLA, CBLOL |

Kết quả bốc thăm:
| Bảng A | Bảng B |
| --- | --- |
| Fnatic (LEC #3) · Beyond Gaming (PCS #2) · DetonatioN FocusMe (LJL) · Evil Geniuses (LCS #3) · LOUD (CBLOL) · Chiefs Esports Club (LCO) | DRX (LCK #4) · Royal Never Give Up (LPL #4) · Saigon Buffalo (VCS #2) · MAD Lions (LEC #4) · Istanbul Wildcats (TCL) · Isurus (LLA) |

### Vòng bảng
Thể thức bốc thăm chia bảng:
- 16 đội được bốc thăm ngẫu nhiên chia đều 4 bảng (A, B, C, D), mỗi bảng 4 đội.
  - 4 đội trong nhóm hạt giống số 1, ngẫu nhiên chia đều 4 bảng.
  - 4 đội trong nhóm hạt giống số 2, ngẫu nhiên chia đều 4 bảng.
  - 4 đội trong nhóm hạt giống số 3, ngẫu nhiên chia đều 4 bảng.
  - 4 đội vượt qua vòng khởi động, ngẫu nhiên chia đều 4 bảng.
- Các đội cùng 1 khu vực không thể cùng chung 1 bảng.
  - Đối với khu vực LEC: trong trường hợp nếu cả Fnatic (LEC #3) và MAD Lions (LEC #4) cùng vượt qua vòng khởi động, đội hạt giống số 4 của LEC sẽ được phép vào chung bảng với 1 đại diện khác cùng khu vực. Sở dĩ có ngoại lệ này là bởi trước khi suất thi đấu của LCL được trao cho LEC, việc phân loại hạt giống đã được xác định, nên việc không phạm vào quy tắc bốc thăm thông thường hoàn toàn không thể đảm bảo được.[62][63][64][65][66]
  - Trong trường hợp có 1 hoặc cả 2 đội LEC bị loại ở vòng khởi động, luật "cùng khu vực không cùng bảng" sẽ được áp dụng như bình thường.

| Nhóm hạt giống số 1            | Nhóm hạt giống số 2            | Nhóm hạt giống số 3            | Vượt qua vòng Khởi Động        |
| ------------------------------ | ------------------------------ | ------------------------------ | ------------------------------ |
| LPL #1, LCK #1, LEC #1, LCS #1 | LPL #2, LCK #2, LEC #2, PCS #1 | LPL #3, LCK #3, LCS #2, VCS #1 | LEC #4, LCK #4, LCS #3, LPL #4 |

Kết quả bốc thăm:
| Bảng A                                                             | Bảng B                                                                               | Bảng C                                                                | Bảng D                                                                                       |
| ------------------------------------------------------------------ | ------------------------------------------------------------------------------------ | --------------------------------------------------------------------- | -------------------------------------------------------------------------------------------- |
| Cloud9 (LCS #1) T1 (LCK #2) EDward Gaming (LPL #3) Fnatic (LEC #3) | JingDong Gaming (LPL #1) ⁠G2 Esports (LEC #2) DWG KIA (LCK #3) Evil Geniuses (LCS #3) | Rogue (LEC #1) TOP Esports (LPL #2) GAM Esports (VCS #1) DRX (LCK #4) | Gen.G (LCK #1) CTBC Flying Oyster (PCS #1) 100 Thieves (LCS #2) Royal Never Give Up (LPL #4) |

## Vòng khởi động

### Vòng 1
Thời gian thi đấu: 30 tháng 9 – 3 tháng 10, bắt đầu từ 03:00 (UTC+7).
Thể thức thi đấu:
- Vòng tròn tính điểm 1 lượt, tất cả các trận đấu đều là Bo1[Chú thích 2].
- Nếu các đội có cùng hiệu số thắng-thua, họ sẽ thi đấu thêm trận tiebreak[Chú thích 7] để phân vị trí trong bảng.
  - Đội thắng trong trận đối đầu trực tiếp sẽ có quyền chọn bên ở trận tiebreak.
  - Đối với hai đội tranh vị trí 3-4, thứ hạng sẽ hoàn toàn xác định bằng kết quả đối đầu mà không cần thi đấu thêm trận tiebreak.
- Đội đầu bảng sẽ trực tiếp tiến vào vòng bảng - sự kiện chính, các đội xếp hạng 2, 3 & 4 sẽ tiến vào vòng 2 - vòng khởi động, 2 đội cuối bảng bị loại (áp dụng cho tất cả các bảng).

##### Bảng A
| A | Đội                 | ID  | T - B | HS | Giành quyền tham dự                  |
| - | ------------------- | --- | ----- | -- | ------------------------------------ |
| 1 | Fnatic              | FNC | 4 - 1 | +3 | Giành quyền vào vòng bảng            |
| 2 | Evil Geniuses       | EG  | 3 - 2 | +1 | Giành quyền vào vòng 2 - vòng loại 2 |
| 3 | LOUD                | LLL | 3 - 2 | +1 | Giành quyền vào vòng 2 - vòng loại 1 |
| 4 | DetonatioN FocusMe  | DFM | 3 - 2 | +1 | Giành quyền vào vòng 2 - vòng loại 1 |
| 5 | Beyond Gaming       | BYG | 2 - 3 | -1 |                                      |
| 6 | Chiefs Esports Club | CHF | 0 - 5 | -5 |                                      |

| #         | Trận tranh hạng | Trận tranh hạng | Trận tranh hạng | Trận tranh hạng |
| --------- | --------------- | --------------- | --------------- | --------------- |
| 2nd - 4th | LLL             | B               | T               | EG              |
| 2nd - 4th | EG              | T               | B               | DFM             |

###### Ngày 1
| 04:00 (30 tháng 9) \| Fnatic \| 1 – 0 \| Evil Geniuses \| |       |               |
| Fnatic                                                    | 1 – 0 | Evil Geniuses |

| Fnatic | 1 – 0 | Evil Geniuses |

| 05:00 \| LOUD \| 0 – 1 \| Beyond Gaming \| |       |               |
| LOUD                                       | 0 – 1 | Beyond Gaming |

| LOUD | 0 – 1 | Beyond Gaming |

| 07:00 \| Chiefs Esports Club \| 0 – 1 \| Fnatic \| |       |        |
| Chiefs Esports Club                                | 0 – 1 | Fnatic |

| Chiefs Esports Club | 0 – 1 | Fnatic |

| 08:00 \| DetonatioN FocusMe \| 0 – 1 \| LOUD \| |       |      |
| DetonatioN FocusMe                              | 0 – 1 | LOUD |

| DetonatioN FocusMe | 0 – 1 | LOUD |

###### Ngày 2
| 03:00 (1 tháng 10) \| Fnatic \| 1 – 0 \| DetonatioN FocusMe \| |       |                    |
| Fnatic                                                         | 1 – 0 | DetonatioN FocusMe |

| Fnatic | 1 – 0 | DetonatioN FocusMe |

| 04:00 \| Evil Geniuses \| 1 – 0 \| LOUD \| |       |      |
| Evil Geniuses                              | 1 – 0 | LOUD |

| Evil Geniuses | 1 – 0 | LOUD |

| 06:00 \| DetonatioN FocusMe \| 1 – 0 \| Chiefs Esports Club \| |       |                     |
| DetonatioN FocusMe                                             | 1 – 0 | Chiefs Esports Club |

| DetonatioN FocusMe | 1 – 0 | Chiefs Esports Club |

| 07:00 \| Evil Geniuses \| 1 – 0 \| Beyond Gaming \| |       |               |
| Evil Geniuses                                       | 1 – 0 | Beyond Gaming |

| Evil Geniuses | 1 – 0 | Beyond Gaming |

###### Ngày 3
| 03:00 (2 tháng 10) \| LOUD \| 1 – 0 \| Fnatic \| |       |        |
| LOUD                                             | 1 – 0 | Fnatic |

| LOUD | 1 – 0 | Fnatic |

| 05:00 \| Beyond Gaming \| 0 – 1 \| DetonatioN FocusMe \| |       |                    |
| Beyond Gaming                                            | 0 – 1 | DetonatioN FocusMe |

| Beyond Gaming | 0 – 1 | DetonatioN FocusMe |

| 06:00 \| Evil Geniuses \| 1 – 0 \| Chiefs Esports Club \| |       |                     |
| Evil Geniuses                                             | 1 – 0 | Chiefs Esports Club |

| Evil Geniuses | 1 – 0 | Chiefs Esports Club |

| 08:00 \| Chiefs Esports Club \| 0 – 1 \| Beyond Gaming \| |       |               |
| Chiefs Esports Club                                       | 0 – 1 | Beyond Gaming |

| Chiefs Esports Club | 0 – 1 | Beyond Gaming |

###### Ngày 4
| 03:00 (3 tháng 10) \| Beyond Gaming \| 0 – 1 \| Fnatic \| |       |        |
| Beyond Gaming                                             | 0 – 1 | Fnatic |

| Beyond Gaming | 0 – 1 | Fnatic |

| 04:00 \| LOUD \| 1 – 0 \| Chiefs Esports Club \| |       |                     |
| LOUD                                             | 1 – 0 | Chiefs Esports Club |

| LOUD | 1 – 0 | Chiefs Esports Club |

| 05:00 \| DetonatioN FocusMe \| 1 – 0 \| Evil Geniuses \| |       |               |
| DetonatioN FocusMe                                       | 1 – 0 | Evil Geniuses |

| Trận tranh hạng - hạng 2~4 bảng A \| Evil Geniuses \| T – B \| DetonatioN FocusMe \| |       |                    |
| Evil Geniuses                                                                        | T – B | DetonatioN FocusMe |

| Evil Geniuses | T – B | DetonatioN FocusMe |

| Trận tranh hạng - hạng 2 bảng A \| LOUD \| B – T \| Evil Geniuses \| |       |               |
| LOUD                                                                 | B – T | Evil Geniuses |

| LOUD | B – T | Evil Geniuses |

##### Bảng B
| B | Đội                 | ID  | T - B | HS | Giành quyền tham dự                  |
| - | ------------------- | --- | ----- | -- | ------------------------------------ |
| 1 | DRX                 | DRX | 5 - 0 | +5 | Giành quyền vào vòng bảng            |
| 2 | Royal Never Give Up | RNG | 4 - 1 | +3 | Giành quyền vào vòng 2 - vòng loại 2 |
| 3 | MAD Lions           | MAD | 3 - 2 | +2 | Giành quyền vào vòng 2 - vòng loại 1 |
| 4 | Saigon Buffalo      | SGB | 2 - 3 | -1 | Giành quyền vào vòng 2 - vòng loại 1 |
| 5 | Isurus              | ISG | 1 - 4 | -3 |                                      |
| 6 | Istanbul Wildcats   | IW  | 0 - 5 | -5 |                                      |

###### Ngày 1
| 03:00 (30 tháng 9) \| Isurus \| 0 – 1 \| MAD Lions \| |       |           |
| Isurus                                                | 0 – 1 | MAD Lions |

| Isurus | 0 – 1 | MAD Lions |

| 06:00 \| MAD Lions \| 1 – 0 \| Istanbul Wildcats \| |       |                   |
| MAD Lions                                           | 1 – 0 | Istanbul Wildcats |

| MAD Lions | 1 – 0 | Istanbul Wildcats |

| 08:00 \| Saigon Buffalo \| 1 – 0 \| Istanbul Wildcats \| |       |                   |
| Saigon Buffalo                                           | 1 – 0 | Istanbul Wildcats |

| Saigon Buffalo | 1 – 0 | Istanbul Wildcats |

| 10:00 \| DRX \| 1 – 0 \| Royal Never Give Up \| |       |                     |
| DRX                                             | 1 – 0 | Royal Never Give Up |

| DRX | 1 – 0 | Royal Never Give Up |

###### Ngày 2
| 05:00 (1 tháng 10) \| Saigon Buffalo \| 1 – 0 \| Isurus \| |       |        |
| Saigon Buffalo                                             | 1 – 0 | Isurus |

| Saigon Buffalo | 1 – 0 | Isurus |

| 08:00 \| DRX \| 1 – 0 \| Saigon Buffalo \| |       |                |
| DRX                                        | 1 – 0 | Saigon Buffalo |

| DRX | 1 – 0 | Saigon Buffalo |

| 09:00 \| MAD Lions \| 0 – 1 \| Royal Never Give Up \| |       |                     |
| MAD Lions                                             | 0 – 1 | Royal Never Give Up |

| MAD Lions | 0 – 1 | Royal Never Give Up |

| 10:00 \| Istanbul Wildcats \| 0 – 1 \| DRX \| |       |     |
| Istanbul Wildcats                             | 0 – 1 | DRX |

| Istanbul Wildcats | 0 – 1 | DRX |

###### Ngày 3
| 04:00 (2 tháng 10) \| MAD Lions \| 1 – 0 \| Saigon Buffalo \| |       |                |
| MAD Lions                                                     | 1 – 0 | Saigon Buffalo |

| MAD Lions | 1 – 0 | Saigon Buffalo |

| 07:00 \| Royal Never Give Up \| 1 – 0 \| Isurus \| |       |        |
| Royal Never Give Up                                | 1 – 0 | Isurus |

| Royal Never Give Up | 1 – 0 | Isurus |

| 09:00 \| Royal Never Give Up \| 1 – 0 \| Istanbul Wildcats \| |       |                   |
| Royal Never Give Up                                           | 1 – 0 | Istanbul Wildcats |

| Royal Never Give Up | 1 – 0 | Istanbul Wildcats |

| 10:00 \| Isurus \| 0 – 1 \| DRX \| |       |     |
| Isurus                             | 0 – 1 | DRX |

| Isurus | 0 – 1 | DRX |

###### Ngày 4
| 06:00 (3 tháng 10) \| Istanbul Wildcats \| 0 – 1 \| Isurus \| |       |        |
| Istanbul Wildcats                                             | 0 – 1 | Isurus |

| Istanbul Wildcats | 0 – 1 | Isurus |

| 07:00 \| DRX \| 1 – 0 \| MAD Lions \| |       |           |
| DRX                                   | 1 – 0 | MAD Lions |

| DRX | 1 – 0 | MAD Lions |

| 08:00 \| Royal Never Give Up \| 1 – 0 \| Saigon Buffalo \| |       |                |
| Royal Never Give Up                                        | 1 – 0 | Saigon Buffalo |

### Vòng 2
Thời gian thi đấu: 4 - 5 tháng 10, bắt đầu từ 01:00 (UTC+7).
Thể thức chia cặp:
- Tại vòng loại 1: 2 đội xếp hạng 3 & 4 trong cùng 1 bảng sẽ đối đầu với nhau.
- Tại vòng loại 2: đội giành chiến thắng trong cặp đấu tại vòng loại 1 sẽ gặp đội xếp hạng 2 của bảng còn lại.

Thể thức thi đấu:
- Tất cả các trận đấu đều là loại trực tiếp[Chú thích 3] & Bo5[Chú thích 4].
- 2 đội chiến thắng tại vòng loại 2 sẽ tiến vào vòng bảng - sự kiện chính

| Fnatic |

| Evil Geniuses |

| DRX |

| Royal Never Give Up |

## Vòng bảng
Thời gian thi đấu (UTC+7):
- Lượt đi: 8 - 11 tháng 10, bắt đầu từ 04:00.
- Lượt về: 14 - 17 tháng 10, bắt đầu từ 02:00.

Thể thức thi đấu:
- Vòng tròn tính điểm 2 lượt, tất cả các trận đấu đều là Bo1[Chú thích 2].
- Nếu các đội có cùng hiệu số thắng-thua và kết quả đối đầu, họ sẽ thi đấu thêm trận tiebreak[Chú thích 7] để phân vị trí trong bảng.
- 2 đội đầu bảng sẽ đi tiếp vào vòng loại trực tiếp, 2 đội cuối bảng bị loại (áp dụng cho tất cả các bảng).

### Bảng A
| A | Đội           | ID  | LĐ    | LV    | T - B | HS | Giành quyền tham dự                     |
| - | ------------- | --- | ----- | ----- | ----- | -- | --------------------------------------- |
| 1 | T1            | T1  | 2 - 1 | 3 - 0 | 5 - 1 | +4 | Giành quyền tham dự vòng loại trực tiếp |
| 2 | EDward Gaming | EDG | 2 - 1 | 2 - 1 | 4 - 2 | +2 | Giành quyền tham dự vòng loại trực tiếp |
| 3 | Fnatic        | FNC | 2 - 1 | 0 - 3 | 2 - 4 | -2 |                                         |
| 4 | Cloud9        | C9  | 0 - 3 | 1 - 2 | 1 - 5 | -4 |                                         |

###### Lượt đi
| 04:00 (8 tháng 10) \| Cloud9 \| 0 – 1 \| Fnatic \| |       |        |
| Cloud9                                             | 0 – 1 | Fnatic |

| Cloud9 | 0 – 1 | Fnatic |

| 08:00 \| T1 \| 1 – 0 \| EDward Gaming \| |       |               |
| T1                                       | 1 – 0 | EDward Gaming |

| T1 | 1 – 0 | EDward Gaming |

| 06:00 (9 tháng 10) \| Fnatic \| 1 – 0 \| T1 \| |       |    |
| Fnatic                                         | 1 – 0 | T1 |

| Fnatic | 1 – 0 | T1 |

| 07:00 \| EDward Gaming \| 1 – 0 \| Cloud9 \| |       |        |
| EDward Gaming                                | 1 – 0 | Cloud9 |

| EDward Gaming | 1 – 0 | Cloud9 |

| 06:00 (10 tháng 10) \| EDward Gaming \| 1 – 0 \| Fnatic \| |       |        |
| EDward Gaming                                              | 1 – 0 | Fnatic |

| EDward Gaming | 1 – 0 | Fnatic |

| 07:00 \| Cloud9 \| 0 – 1 \| T1 \| |       |    |
| Cloud9                            | 0 – 1 | T1 |

| Cloud9 | 0 – 1 | T1 |

###### Lượt về
| 02:00 (14 tháng 10) \| Fnatic \| 0 – 1 \| Cloud9 \| |       |        |
| Fnatic                                              | 0 – 1 | Cloud9 |

| Fnatic | 0 – 1 | Cloud9 |

| 03:00 \| T1 \| 1 – 0 \| Fnatic \| |       |        |
| T1                                | 1 – 0 | Fnatic |

| T1 | 1 – 0 | Fnatic |

| 04:00 \| Cloud9 \| 0 – 1 \| EDward Gaming \| |       |               |
| Cloud9                                       | 0 – 1 | EDward Gaming |

| Cloud9 | 0 – 1 | EDward Gaming |

| 05:00 \| Fnatic \| 0 – 1 \| EDward Gaming \| |       |               |
| Fnatic                                       | 0 – 1 | EDward Gaming |

| Fnatic | 0 – 1 | EDward Gaming |

| 06:00 \| T1 \| 1 – 0 \| Cloud9 \| |       |        |
| T1                                | 1 – 0 | Cloud9 |

| T1 | 1 – 0 | Cloud9 |

| 07:00 \| EDward Gaming \| 0 – 1 \| T1 \| |       |    |
| EDward Gaming                            | 0 – 1 | T1 |

| EDward Gaming | 0 – 1 | T1 |

### Bảng B
| B | Đội             | ID  | LĐ    | LV    | T - B | HS | Giành quyền tham dự                     |
| - | --------------- | --- | ----- | ----- | ----- | -- | --------------------------------------- |
| 1 | JingDong Gaming | JDG | 3 - 0 | 2 - 1 | 5 - 1 | +4 | Giành quyền tham dự vòng loại trực tiếp |
| 2 | DWG KIA         | DK  | 2 - 1 | 3 - 0 | 5 - 1 | +4 | Giành quyền tham dự vòng loại trực tiếp |
| 3 | ⁠G2 Esports      | G2  | 1 - 2 | 0 - 3 | 1 - 5 | -4 |                                         |
| 3 | Evil Geniuses   | EG  | 0 - 3 | 1 - 2 | 1 - 5 | -4 |                                         |

| #   | Trận tranh hạng | Trận tranh hạng | Trận tranh hạng | Trận tranh hạng |
| --- | --------------- | --------------- | --------------- | --------------- |
| 1st | JDG             | T               | B               | DK              |

###### Lượt đi
| 05:00 (8 tháng 10) \| G2 Esports \| 0 – 1 \| DWG KIA \| |       |         |
| G2 Esports                                              | 0 – 1 | DWG KIA |

| G2 Esports | 0 – 1 | DWG KIA |

| 07:00 \| JingDong Gaming \| 1 – 0 \| Evil Geniuses \| |       |               |
| JingDong Gaming                                       | 1 – 0 | Evil Geniuses |

| JingDong Gaming | 1 – 0 | Evil Geniuses |

| 05:00 (9 tháng 10) \| Evil Geniuses \| 0 – 1 \| G2 Esports \| |       |            |
| Evil Geniuses                                                 | 0 – 1 | G2 Esports |

| Evil Geniuses | 0 – 1 | G2 Esports |

| 09:00 \| DWG KIA \| 0 – 1 \| JingDong Gaming \| |       |                 |
| DWG KIA                                         | 0 – 1 | JingDong Gaming |

| DWG KIA | 0 – 1 | JingDong Gaming |

| 04:00 (11 tháng 10) \| JingDong Gaming \| 1 – 0 \| G2 Esports \| |       |            |
| JingDong Gaming                                                  | 1 – 0 | G2 Esports |

| JingDong Gaming | 1 – 0 | G2 Esports |

| 06:00 \| DWG KIA \| 1 – 0 \| Evil Geniuses \| |       |               |
| DWG KIA                                       | 1 – 0 | Evil Geniuses |

| DWG KIA | 1 – 0 | Evil Geniuses |

###### Lượt về
| 02:00 (15 tháng 10) \| G2 Esports \| 0 – 1 \| Evil Geniuses \| |       |               |
| G2 Esports                                                     | 0 – 1 | Evil Geniuses |

| G2 Esports | 0 – 1 | Evil Geniuses |

| 03:00 \| Evil Geniuses \| 0 – 1 \| JingDong Gaming \| |       |                 |
| Evil Geniuses                                         | 0 – 1 | JingDong Gaming |

| Evil Geniuses | 0 – 1 | JingDong Gaming |

| 04:00 \| DWG KIA \| 1 – 0 \| G2 Esports \| |       |            |
| DWG KIA                                    | 1 – 0 | G2 Esports |

| DWG KIA | 1 – 0 | G2 Esports |

| 05:00 \| G2 Esports \| 0 – 1 \| JingDong Gaming \| |       |                 |
| G2 Esports                                         | 0 – 1 | JingDong Gaming |

| G2 Esports | 0 – 1 | JingDong Gaming |

| 06:00 \| Evil Geniuses \| 0 – 1 \| DWG KIA \| |       |         |
| Evil Geniuses                                 | 0 – 1 | DWG KIA |

| Evil Geniuses | 0 – 1 | DWG KIA |

| 07:00 \| JingDong Gaming \| 0 – 1 \| DWG KIA \| |       |         |
| JingDong Gaming                                 | 0 – 1 | DWG KIA |

| JingDong Gaming | 0 – 1 | DWG KIA |

| Trận tranh hạng - hạng 1 bảng B \| JingDong Gaming \| T – B \| DWG KIA \| |       |         |
| JingDong Gaming                                                           | T – B | DWG KIA |

### Bảng C
| C | Đội         | ID  | LĐ    | LV    | T - B | HS | Giành quyền tham dự                     |
| - | ----------- | --- | ----- | ----- | ----- | -- | --------------------------------------- |
| 1 | DRX         | DRX | 2 - 1 | 2 - 1 | 4 - 2 | +2 | Giành quyền tham dự vòng loại trực tiếp |
| 2 | Rogue       | RGE | 3 - 0 | 1 - 2 | 4 - 2 | +2 | Giành quyền tham dự vòng loại trực tiếp |
| 3 | TOP Esports | TES | 1 - 2 | 2 - 1 | 3 - 3 | 0  |                                         |
| 4 | GAM Esports | GAM | 0 - 3 | 1 - 2 | 1 - 5 | -4 |                                         |

| #   | Trận tranh hạng | Trận tranh hạng | Trận tranh hạng | Trận tranh hạng |
| --- | --------------- | --------------- | --------------- | --------------- |
| 1st | DRX             | T               | B               | RGE             |

###### Lượt đi
| 04:00 (9 tháng 10) \| Rogue \| 1 – 0 \| DRX \| |       |     |
| Rogue                                          | 1 – 0 | DRX |

| Rogue | 1 – 0 | DRX |

| 08:00 \| TOP Esports \| 1 – 0 \| GAM Esports \| |       |             |
| TOP Esports                                     | 1 – 0 | GAM Esports |

| TOP Esports | 1 – 0 | GAM Esports |

| 04:00 (10 tháng 10) \| GAM Esports \| 0 – 1 \| Rogue \| |       |       |
| GAM Esports                                             | 0 – 1 | Rogue |

| GAM Esports | 0 – 1 | Rogue |

| 09:00 \| DRX \| 1 – 0 \| TOP Esports \| |       |             |
| DRX                                     | 1 – 0 | TOP Esports |

| DRX | 1 – 0 | TOP Esports |

| 05:00 (11 tháng 10) \| Rogue \| 1 – 0 \| TOP Esports \| |       |             |
| Rogue                                                   | 1 – 0 | TOP Esports |

| Rogue | 1 – 0 | TOP Esports |

| 09:00 \| GAM Esports \| 0 – 1 \| DRX \| |       |     |
| GAM Esports                             | 0 – 1 | DRX |

| GAM Esports | 0 – 1 | DRX |

###### Lượt về
| 02:00 (16 tháng 10) \| Rogue \| 1 – 0 \| GAM Esports \| |       |             |
| Rogue                                                   | 1 – 0 | GAM Esports |

| Rogue | 1 – 0 | GAM Esports |

| 03:00 \| GAM Esports \| 1 – 0 \| TOP Esports \| |       |             |
| GAM Esports                                     | 1 – 0 | TOP Esports |

| GAM Esports | 1 – 0 | TOP Esports |

| 04:00 \| DRX \| 1 – 0 \| Rogue \| |       |       |
| DRX                               | 1 – 0 | Rogue |

| DRX | 1 – 0 | Rogue |

| 05:00 \| DRX \| 1 – 0 \| GAM Esports \| |       |             |
| DRX                                     | 1 – 0 | GAM Esports |

| DRX | 1 – 0 | GAM Esports |

| 06:00 \| TOP Esports \| 1 – 0 \| Rogue \| |       |       |
| TOP Esports                               | 1 – 0 | Rogue |

| TOP Esports | 1 – 0 | Rogue |

| 07:00 \| TOP Esports \| 1 – 0 \| DRX \| |       |     |
| TOP Esports                             | 1 – 0 | DRX |

| TOP Esports | 1 – 0 | DRX |

| Trận tranh hạng - hạng 1 bảng C \| DRX \| T – B \| Rogue \| |       |       |
| DRX                                                         | T – B | Rogue |

### Bảng D
| D | Đội                 | ID  | LĐ    | LV    | T - B | HS | Giành quyền tham dự                     |
| - | ------------------- | --- | ----- | ----- | ----- | -- | --------------------------------------- |
| 1 | Gen.G               | GEN | 2 - 1 | 3 - 0 | 5 - 1 | +4 | Giành quyền tham dự vòng loại trực tiếp |
| 2 | Royal Never Give Up | RNG | 3 - 0 | 2 - 1 | 5 - 1 | +4 | Giành quyền tham dự vòng loại trực tiếp |
| 3 | CTBC Flying Oyster  | CFO | 1 - 2 | 0 - 3 | 1 - 5 | -4 |                                         |
| 3 | 100 Thieves         | 100 | 0 - 3 | 1 - 2 | 1 - 5 | -4 |                                         |

| #   | Trận tranh hạng | Trận tranh hạng | Trận tranh hạng | Trận tranh hạng |
| --- | --------------- | --------------- | --------------- | --------------- |
| 1st | GEN             | T               | B               | RNG             |

###### Lượt đi
| 06:00 (8 tháng 10) \| CTBC Flying Oyster \| 1 – 0 \| 100 Thieves \| |       |             |
| CTBC Flying Oyster                                                  | 1 – 0 | 100 Thieves |

| CTBC Flying Oyster | 1 – 0 | 100 Thieves |

| 09:00 \| Gen.G \| 0 – 1 \| Royal Never Give Up \| |       |                     |
| Gen.G                                             | 0 – 1 | Royal Never Give Up |

| Gen.G | 0 – 1 | Royal Never Give Up |

| 05:00 (10 tháng 10) \| 100 Thieves \| 0 – 1 \| Gen.G \| |       |       |
| 100 Thieves                                             | 0 – 1 | Gen.G |

| 100 Thieves | 0 – 1 | Gen.G |

| 08:00 \| Royal Never Give Up \| 1 – 0 \| CTBC Flying Oyster \| |       |                    |
| Royal Never Give Up                                            | 1 – 0 | CTBC Flying Oyster |

| Royal Never Give Up | 1 – 0 | CTBC Flying Oyster |

| 07:00 (11 tháng 10) \| 100 Thieves \| 0 – 1 \| Royal Never Give Up \| |       |                     |
| 100 Thieves                                                           | 0 – 1 | Royal Never Give Up |

| 100 Thieves | 0 – 1 | Royal Never Give Up |

| 08:00 \| Gen.G \| 1 – 0 \| CTBC Flying Oyster \| |       |                    |
| Gen.G                                            | 1 – 0 | CTBC Flying Oyster |

| Gen.G | 1 – 0 | CTBC Flying Oyster |

###### Lượt về
| 02:00 (17 tháng 10) \| 100 Thieves \| 1 – 0 \| CTBC Flying Oyster \| |       |                    |
| 100 Thieves                                                          | 1 – 0 | CTBC Flying Oyster |

| 100 Thieves | 1 – 0 | CTBC Flying Oyster |

| 03:00 \| CTBC Flying Oyster \| 0 – 1 \| Gen.G \| |       |       |
| CTBC Flying Oyster                               | 0 – 1 | Gen.G |

| CTBC Flying Oyster | 0 – 1 | Gen.G |

| 04:00 \| Royal Never Give Up \| 1 – 0 \| 100 Thieves \| |       |             |
| Royal Never Give Up                                     | 1 – 0 | 100 Thieves |

| Royal Never Give Up | 1 – 0 | 100 Thieves |

| 05:00 \| Gen.G \| 1 – 0 \| 100 Thieves \| |       |             |
| Gen.G                                     | 1 – 0 | 100 Thieves |

| Gen.G | 1 – 0 | 100 Thieves |

| 06:00 \| CTBC Flying Oyster \| 0 – 1 \| Royal Never Give Up \| |       |                     |
| CTBC Flying Oyster                                             | 0 – 1 | Royal Never Give Up |

| CTBC Flying Oyster | 0 – 1 | Royal Never Give Up |

| 07:00 \| Royal Never Give Up \| 0 – 1 \| Gen.G \| |       |       |
| Royal Never Give Up                               | 0 – 1 | Gen.G |

| Royal Never Give Up | 0 – 1 | Gen.G |

| Trận tranh hạng - hạng 1 bảng D \| Gen.G \| T – B \| Royal Never Give Up \| |       |                     |
| Gen.G                                                                       | T – B | Royal Never Give Up |

## Vòng loại trực tiếp
Thời gian thi đấu (UTC+7):
- Tứ kết: 21 - 24 tháng 10, bắt đầu từ 04:00.
- Bán kết: 30 - 31 tháng 10, bắt đầu từ 04:00.
- Chung kết: 6 tháng 11, bắt đầu từ 07:00.

Thể thức bốc thăm chia cặp:
- Thời gian bốc thăm: Ngay sau khi trận đấu cuối cùng của vòng bảng kết thúc.
- 8 đội được bốc thăm ngẫu nhiên chia thành 4 cặp đấu trên hai nhánh.
- Đội đầu bảng sẽ gặp đội nhì bảng của một bảng khác.
- Các đội của cùng một bảng sẽ ở hai nhánh khác nhau (không thể gặp nhau cho đến trận chung kết).

Thể thức thi đấu:
- Tất cả các trận đấu đều là loại trực tiếp[Chú thích 3] & Bo5[Chú thích 4].
- Đội chiến thắng sẽ đi tiếp vào vòng loại tiếp theo, đội thua bị loại ngay lập tức.

|  | Tứ kết | Tứ kết              | Tứ kết |     |     | Bán kết         | Bán kết | Bán kết |  |  | Chung kết | Chung kết | Chung kết |  |
|  |        |                     |        |     |     |                 |         |         |  |  |           |           |           |  |
|  | LPL    | JingDong Gaming     | 3      |     |     |                 |         |         |  |  |           |           |           |  |
|  | LPL    | JingDong Gaming     | 3      |     |     |                 |         |         |  |  |           |           |           |  |
|  | LEC    | Rogue               | 0      |     |     |                 |         |         |  |  |           |           |           |  |
|  | LEC    | Rogue               | 0      |     | LPL | JingDong Gaming | 1       |         |  |  |           |           |           |  |
|  |        |                     |        |     | LPL | JingDong Gaming | 1       |         |  |  |           |           |           |  |
|  |        |                     | LCK    | T1  | 3   |                 |         |         |  |  |           |           |           |  |
|  | LCK    | T1                  | LCK    | T1  | 3   | 3               |         |         |  |  |           |           |           |  |
|  | LCK    | T1                  |        |     |     |                 |         |         |  |  |           |           |           |  |
|  | LPL    | Royal Never Give Up | 0      |     |     |                 |         |         |  |  |           |           |           |  |
|  | LPL    | Royal Never Give Up | 0      |     | LCK | T1              | 2       |         |  |  |           |           |           |  |
|  |        |                     |        |     |     |                 |         |         |  |  |           |           |           |  |
|  |        |                     | LCK    | DRX | 3   |                 |         |         |  |  |           |           |           |  |
|  | LCK    | Gen.G               | LCK    | DRX | 3   | 3               |         |         |  |  |           |           |           |  |
|  | LCK    | Gen.G               |        |     |     |                 |         |         |  |  |           |           |           |  |
|  | LCK    | DWG KIA             | 2      |     |     |                 |         |         |  |  |           |           |           |  |
|  | LCK    | DWG KIA             | 2      |     | LCK | Gen.G           | 1       |         |  |  |           |           |           |  |
|  |        |                     |        |     | LCK | Gen.G           | 1       |         |  |  |           |           |           |  |
|  |        |                     | LCK    | DRX | 3   |                 |         |         |  |  |           |           |           |  |
|  | LCK    | DRX                 | LCK    | DRX | 3   | 3               |         |         |  |  |           |           |           |  |
|  | LCK    | DRX                 |        |     |     |                 |         |         |  |  |           |           |           |  |
|  | LPL    | Edward Gaming       | 2      |     |     |                 |         |         |  |  |           |           |           |  |

### Tứ kết
| JingDong Gaming | 3 – 0 | Rogue |

| 13/6/31                             | 13/6/31                             | 13/6/31                             | 13/6/31                             | 13/6/31                             | 13/6/31                             | 13/6/31                             | Trận 1                        | Trận 1 | 6/13/8                            | 6/13/8                            | 6/13/8                            | 6/13/8                            | 6/13/8                            | 6/13/8                            | 6/13/8                            |
|                                     |                                     |                                     |                                     |                                     |                                     |                                     | Sự kiện thể thao đang diễn ra | 29:19  |                                   |                                   |                                   |                                   |                                   |                                   |                                   |
| Ornn Maokai Caitlyn Jarvan IV Gnar  | Ornn Maokai Caitlyn Jarvan IV Gnar  | Ornn Maokai Caitlyn Jarvan IV Gnar  | Ornn Maokai Caitlyn Jarvan IV Gnar  | Ornn Maokai Caitlyn Jarvan IV Gnar  | Ornn Maokai Caitlyn Jarvan IV Gnar  | Ornn Maokai Caitlyn Jarvan IV Gnar  | Cấm                           | Cấm    | Aatrox Yuumi Sylas Viktor LeBlanc | Aatrox Yuumi Sylas Viktor LeBlanc | Aatrox Yuumi Sylas Viktor LeBlanc | Aatrox Yuumi Sylas Viktor LeBlanc | Aatrox Yuumi Sylas Viktor LeBlanc | Aatrox Yuumi Sylas Viktor LeBlanc | Aatrox Yuumi Sylas Viktor LeBlanc |
| Gragas Graves Taliyah Aphelios Lulu | Gragas Graves Taliyah Aphelios Lulu | Gragas Graves Taliyah Aphelios Lulu | Gragas Graves Taliyah Aphelios Lulu | Gragas Graves Taliyah Aphelios Lulu | Gragas Graves Taliyah Aphelios Lulu | Gragas Graves Taliyah Aphelios Lulu | Chọn                          | Chọn   | Renekton Vi Azir Lucian Nami      | Renekton Vi Azir Lucian Nami      | Renekton Vi Azir Lucian Nami      | Renekton Vi Azir Lucian Nami      | Renekton Vi Azir Lucian Nami      | Renekton Vi Azir Lucian Nami      | Renekton Vi Azir Lucian Nami      |
| Kanavi                              | Kanavi                              | Kanavi                              | Kanavi                              | Kanavi                              | Kanavi                              | Kanavi                              | MVP                           | MVP    |                                   |                                   |                                   |                                   |                                   |                                   |                                   |

| 10/6/19                               | 10/6/19                               | 10/6/19                               | 10/6/19                               | 10/6/19                               | 10/6/19                               | 10/6/19                               | Trận 2                        | Trận 2 | 6/10/15                         | 6/10/15                         | 6/10/15                         | 6/10/15                         | 6/10/15                         | 6/10/15                         | 6/10/15                         |
|                                       |                                       |                                       |                                       |                                       |                                       |                                       | Sự kiện thể thao đang diễn ra | 29:39  |                                 |                                 |                                 |                                 |                                 |                                 |                                 |
| Caitlyn Yuumi Aatrox Viktor Jarvan IV | Caitlyn Yuumi Aatrox Viktor Jarvan IV | Caitlyn Yuumi Aatrox Viktor Jarvan IV | Caitlyn Yuumi Aatrox Viktor Jarvan IV | Caitlyn Yuumi Aatrox Viktor Jarvan IV | Caitlyn Yuumi Aatrox Viktor Jarvan IV | Caitlyn Yuumi Aatrox Viktor Jarvan IV | Cấm                           | Cấm    | Graves Sejuani Fiora Vi Gragas  | Graves Sejuani Fiora Vi Gragas  | Graves Sejuani Fiora Vi Gragas  | Graves Sejuani Fiora Vi Gragas  | Graves Sejuani Fiora Vi Gragas  | Graves Sejuani Fiora Vi Gragas  | Graves Sejuani Fiora Vi Gragas  |
| Gwen Viego Sylas Aphelios Lulu        | Gwen Viego Sylas Aphelios Lulu        | Gwen Viego Sylas Aphelios Lulu        | Gwen Viego Sylas Aphelios Lulu        | Gwen Viego Sylas Aphelios Lulu        | Gwen Viego Sylas Aphelios Lulu        | Gwen Viego Sylas Aphelios Lulu        | Chọn                          | Chọn   | Maokai Lee Sin Azir Lucian Nami | Maokai Lee Sin Azir Lucian Nami | Maokai Lee Sin Azir Lucian Nami | Maokai Lee Sin Azir Lucian Nami | Maokai Lee Sin Azir Lucian Nami | Maokai Lee Sin Azir Lucian Nami | Maokai Lee Sin Azir Lucian Nami |
| Hope                                  | Hope                                  | Hope                                  | Hope                                  | Hope                                  | Hope                                  | Hope                                  | MVP                           | MVP    |                                 |                                 |                                 |                                 |                                 |                                 |                                 |

| 14/10/37                         | 14/10/37                         | 14/10/37                         | 14/10/37                         | 14/10/37                         | 14/10/37                         | 14/10/37                         | Trận 3                        | Trận 3 | 10/14/15                              | 10/14/15                              | 10/14/15                              | 10/14/15                              | 10/14/15                              | 10/14/15                              | 10/14/15                              |
|                                  |                                  |                                  |                                  |                                  |                                  |                                  | Sự kiện thể thao đang diễn ra | 33:05  |                                       |                                       |                                       |                                       |                                       |                                       |                                       |
| Caitlyn Yuumi Aatrox Azir Viktor | Caitlyn Yuumi Aatrox Azir Viktor | Caitlyn Yuumi Aatrox Azir Viktor | Caitlyn Yuumi Aatrox Azir Viktor | Caitlyn Yuumi Aatrox Azir Viktor | Caitlyn Yuumi Aatrox Azir Viktor | Caitlyn Yuumi Aatrox Azir Viktor | Cấm                           | Cấm    | Graves Sejuani Aphelios Fiora Vi      | Graves Sejuani Aphelios Fiora Vi      | Graves Sejuani Aphelios Fiora Vi      | Graves Sejuani Aphelios Fiora Vi      | Graves Sejuani Aphelios Fiora Vi      | Graves Sejuani Aphelios Fiora Vi      | Graves Sejuani Aphelios Fiora Vi      |
| Ornn Viego Sylas Lucian Nami     | Ornn Viego Sylas Lucian Nami     | Ornn Viego Sylas Lucian Nami     | Ornn Viego Sylas Lucian Nami     | Ornn Viego Sylas Lucian Nami     | Ornn Viego Sylas Lucian Nami     | Ornn Viego Sylas Lucian Nami     | Chọn                          | Chọn   | Maokai Lee Sin LeBlanc Kalista Soraka | Maokai Lee Sin LeBlanc Kalista Soraka | Maokai Lee Sin LeBlanc Kalista Soraka | Maokai Lee Sin LeBlanc Kalista Soraka | Maokai Lee Sin LeBlanc Kalista Soraka | Maokai Lee Sin LeBlanc Kalista Soraka | Maokai Lee Sin LeBlanc Kalista Soraka |
| Larssen                          | Larssen                          | Larssen                          | Larssen                          | Larssen                          | Larssen                          | Larssen                          | MVP                           | MVP    |                                       |                                       |                                       |                                       |                                       |                                       |                                       |

| Bo5 MVP: | 369 |  |

| JingDong Gaming | 3 – 0 | Rogue |

| 13/6/31                             | 13/6/31                             | 13/6/31                             | 13/6/31                             | 13/6/31                             | 13/6/31                             | 13/6/31                             | Trận 1                        | Trận 1 | 6/13/8                            | 6/13/8                            | 6/13/8                            | 6/13/8                            | 6/13/8                            | 6/13/8                            | 6/13/8                            |
|                                     |                                     |                                     |                                     |                                     |                                     |                                     | Sự kiện thể thao đang diễn ra | 29:19  |                                   |                                   |                                   |                                   |                                   |                                   |                                   |
| Ornn Maokai Caitlyn Jarvan IV Gnar  | Ornn Maokai Caitlyn Jarvan IV Gnar  | Ornn Maokai Caitlyn Jarvan IV Gnar  | Ornn Maokai Caitlyn Jarvan IV Gnar  | Ornn Maokai Caitlyn Jarvan IV Gnar  | Ornn Maokai Caitlyn Jarvan IV Gnar  | Ornn Maokai Caitlyn Jarvan IV Gnar  | Cấm                           | Cấm    | Aatrox Yuumi Sylas Viktor LeBlanc | Aatrox Yuumi Sylas Viktor LeBlanc | Aatrox Yuumi Sylas Viktor LeBlanc | Aatrox Yuumi Sylas Viktor LeBlanc | Aatrox Yuumi Sylas Viktor LeBlanc | Aatrox Yuumi Sylas Viktor LeBlanc | Aatrox Yuumi Sylas Viktor LeBlanc |
| Gragas Graves Taliyah Aphelios Lulu | Gragas Graves Taliyah Aphelios Lulu | Gragas Graves Taliyah Aphelios Lulu | Gragas Graves Taliyah Aphelios Lulu | Gragas Graves Taliyah Aphelios Lulu | Gragas Graves Taliyah Aphelios Lulu | Gragas Graves Taliyah Aphelios Lulu | Chọn                          | Chọn   | Renekton Vi Azir Lucian Nami      | Renekton Vi Azir Lucian Nami      | Renekton Vi Azir Lucian Nami      | Renekton Vi Azir Lucian Nami      | Renekton Vi Azir Lucian Nami      | Renekton Vi Azir Lucian Nami      | Renekton Vi Azir Lucian Nami      |
| Kanavi                              | Kanavi                              | Kanavi                              | Kanavi                              | Kanavi                              | Kanavi                              | Kanavi                              | MVP                           | MVP    |                                   |                                   |                                   |                                   |                                   |                                   |                                   |

| 10/6/19                               | 10/6/19                               | 10/6/19                               | 10/6/19                               | 10/6/19                               | 10/6/19                               | 10/6/19                               | Trận 2                        | Trận 2 | 6/10/15                         | 6/10/15                         | 6/10/15                         | 6/10/15                         | 6/10/15                         | 6/10/15                         | 6/10/15                         |
|                                       |                                       |                                       |                                       |                                       |                                       |                                       | Sự kiện thể thao đang diễn ra | 29:39  |                                 |                                 |                                 |                                 |                                 |                                 |                                 |
| Caitlyn Yuumi Aatrox Viktor Jarvan IV | Caitlyn Yuumi Aatrox Viktor Jarvan IV | Caitlyn Yuumi Aatrox Viktor Jarvan IV | Caitlyn Yuumi Aatrox Viktor Jarvan IV | Caitlyn Yuumi Aatrox Viktor Jarvan IV | Caitlyn Yuumi Aatrox Viktor Jarvan IV | Caitlyn Yuumi Aatrox Viktor Jarvan IV | Cấm                           | Cấm    | Graves Sejuani Fiora Vi Gragas  | Graves Sejuani Fiora Vi Gragas  | Graves Sejuani Fiora Vi Gragas  | Graves Sejuani Fiora Vi Gragas  | Graves Sejuani Fiora Vi Gragas  | Graves Sejuani Fiora Vi Gragas  | Graves Sejuani Fiora Vi Gragas  |
| Gwen Viego Sylas Aphelios Lulu        | Gwen Viego Sylas Aphelios Lulu        | Gwen Viego Sylas Aphelios Lulu        | Gwen Viego Sylas Aphelios Lulu        | Gwen Viego Sylas Aphelios Lulu        | Gwen Viego Sylas Aphelios Lulu        | Gwen Viego Sylas Aphelios Lulu        | Chọn                          | Chọn   | Maokai Lee Sin Azir Lucian Nami | Maokai Lee Sin Azir Lucian Nami | Maokai Lee Sin Azir Lucian Nami | Maokai Lee Sin Azir Lucian Nami | Maokai Lee Sin Azir Lucian Nami | Maokai Lee Sin Azir Lucian Nami | Maokai Lee Sin Azir Lucian Nami |
| Hope                                  | Hope                                  | Hope                                  | Hope                                  | Hope                                  | Hope                                  | Hope                                  | MVP                           | MVP    |                                 |                                 |                                 |                                 |                                 |                                 |                                 |

| 14/10/37                         | 14/10/37                         | 14/10/37                         | 14/10/37                         | 14/10/37                         | 14/10/37                         | 14/10/37                         | Trận 3                        | Trận 3 | 10/14/15                              | 10/14/15                              | 10/14/15                              | 10/14/15                              | 10/14/15                              | 10/14/15                              | 10/14/15                              |
|                                  |                                  |                                  |                                  |                                  |                                  |                                  | Sự kiện thể thao đang diễn ra | 33:05  |                                       |                                       |                                       |                                       |                                       |                                       |                                       |
| Caitlyn Yuumi Aatrox Azir Viktor | Caitlyn Yuumi Aatrox Azir Viktor | Caitlyn Yuumi Aatrox Azir Viktor | Caitlyn Yuumi Aatrox Azir Viktor | Caitlyn Yuumi Aatrox Azir Viktor | Caitlyn Yuumi Aatrox Azir Viktor | Caitlyn Yuumi Aatrox Azir Viktor | Cấm                           | Cấm    | Graves Sejuani Aphelios Fiora Vi      | Graves Sejuani Aphelios Fiora Vi      | Graves Sejuani Aphelios Fiora Vi      | Graves Sejuani Aphelios Fiora Vi      | Graves Sejuani Aphelios Fiora Vi      | Graves Sejuani Aphelios Fiora Vi      | Graves Sejuani Aphelios Fiora Vi      |
| Ornn Viego Sylas Lucian Nami     | Ornn Viego Sylas Lucian Nami     | Ornn Viego Sylas Lucian Nami     | Ornn Viego Sylas Lucian Nami     | Ornn Viego Sylas Lucian Nami     | Ornn Viego Sylas Lucian Nami     | Ornn Viego Sylas Lucian Nami     | Chọn                          | Chọn   | Maokai Lee Sin LeBlanc Kalista Soraka | Maokai Lee Sin LeBlanc Kalista Soraka | Maokai Lee Sin LeBlanc Kalista Soraka | Maokai Lee Sin LeBlanc Kalista Soraka | Maokai Lee Sin LeBlanc Kalista Soraka | Maokai Lee Sin LeBlanc Kalista Soraka | Maokai Lee Sin LeBlanc Kalista Soraka |
| Larssen                          | Larssen                          | Larssen                          | Larssen                          | Larssen                          | Larssen                          | Larssen                          | MVP                           | MVP    |                                       |                                       |                                       |                                       |                                       |                                       |                                       |

| Bo5 MVP: | 369 |  |

| T1 | 3 – 0 | Royal Never Give Up |

| 15/10/39                                | 15/10/39                                | 15/10/39                                | 15/10/39                                | 15/10/39                                | 15/10/39                                | 15/10/39                                | Trận 1                        | Trận 1 | 10/15/20                               | 10/15/20                               | 10/15/20                               | 10/15/20                               | 10/15/20                               | 10/15/20                               | 10/15/20                               |
|                                         |                                         |                                         |                                         |                                         |                                         |                                         | Sự kiện thể thao đang diễn ra | 38:09  |                                        |                                        |                                        |                                        |                                        |                                        |                                        |
| Lissandra Fiora Jax Galio Taliyah       | Lissandra Fiora Jax Galio Taliyah       | Lissandra Fiora Jax Galio Taliyah       | Lissandra Fiora Jax Galio Taliyah       | Lissandra Fiora Jax Galio Taliyah       | Lissandra Fiora Jax Galio Taliyah       | Lissandra Fiora Jax Galio Taliyah       | Cấm                           | Cấm    | Yuumi Caitlyn Aatrox Sylas LeBlanc     | Yuumi Caitlyn Aatrox Sylas LeBlanc     | Yuumi Caitlyn Aatrox Sylas LeBlanc     | Yuumi Caitlyn Aatrox Sylas LeBlanc     | Yuumi Caitlyn Aatrox Sylas LeBlanc     | Yuumi Caitlyn Aatrox Sylas LeBlanc     | Yuumi Caitlyn Aatrox Sylas LeBlanc     |
| Camille Graves Viktor Ashe Heimerdinger | Camille Graves Viktor Ashe Heimerdinger | Camille Graves Viktor Ashe Heimerdinger | Camille Graves Viktor Ashe Heimerdinger | Camille Graves Viktor Ashe Heimerdinger | Camille Graves Viktor Ashe Heimerdinger | Camille Graves Viktor Ashe Heimerdinger | Chọn                          | Chọn   | Renekton Viego Akali Aphelios Nautilus | Renekton Viego Akali Aphelios Nautilus | Renekton Viego Akali Aphelios Nautilus | Renekton Viego Akali Aphelios Nautilus | Renekton Viego Akali Aphelios Nautilus | Renekton Viego Akali Aphelios Nautilus | Renekton Viego Akali Aphelios Nautilus |
| Oner                                    | Oner                                    | Oner                                    | Oner                                    | Oner                                    | Oner                                    | Oner                                    | MVP                           | MVP    |                                        |                                        |                                        |                                        |                                        |                                        |                                        |

| 13/14/35                                 | 13/14/35                                 | 13/14/35                                 | 13/14/35                                 | 13/14/35                                 | 13/14/35                                 | 13/14/35                                 | Trận 2                        | Trận 2 | 14/13/21                                   | 14/13/21                                   | 14/13/21                                   | 14/13/21                                   | 14/13/21                                   | 14/13/21                                   | 14/13/21                                   |
|                                          |                                          |                                          |                                          |                                          |                                          |                                          | Sự kiện thể thao đang diễn ra | 41:59  |                                            |                                            |                                            |                                            |                                            |                                            |                                            |
| Lissandra Aatrox Yuumi Aphelios Tristana | Lissandra Aatrox Yuumi Aphelios Tristana | Lissandra Aatrox Yuumi Aphelios Tristana | Lissandra Aatrox Yuumi Aphelios Tristana | Lissandra Aatrox Yuumi Aphelios Tristana | Lissandra Aatrox Yuumi Aphelios Tristana | Lissandra Aatrox Yuumi Aphelios Tristana | Cấm                           | Cấm    | Caitlyn Graves LeBlanc Lucian Heimerdinger | Caitlyn Graves LeBlanc Lucian Heimerdinger | Caitlyn Graves LeBlanc Lucian Heimerdinger | Caitlyn Graves LeBlanc Lucian Heimerdinger | Caitlyn Graves LeBlanc Lucian Heimerdinger | Caitlyn Graves LeBlanc Lucian Heimerdinger | Caitlyn Graves LeBlanc Lucian Heimerdinger |
| Jayce Viego Akali Xayah Renata Glasc     | Jayce Viego Akali Xayah Renata Glasc     | Jayce Viego Akali Xayah Renata Glasc     | Jayce Viego Akali Xayah Renata Glasc     | Jayce Viego Akali Xayah Renata Glasc     | Jayce Viego Akali Xayah Renata Glasc     | Jayce Viego Akali Xayah Renata Glasc     | Chọn                          | Chọn   | Fiora Sejuani Sylas Kai'Sa Nautilus        | Fiora Sejuani Sylas Kai'Sa Nautilus        | Fiora Sejuani Sylas Kai'Sa Nautilus        | Fiora Sejuani Sylas Kai'Sa Nautilus        | Fiora Sejuani Sylas Kai'Sa Nautilus        | Fiora Sejuani Sylas Kai'Sa Nautilus        | Fiora Sejuani Sylas Kai'Sa Nautilus        |
| Gumayusi                                 | Gumayusi                                 | Gumayusi                                 | Gumayusi                                 | Gumayusi                                 | Gumayusi                                 | Gumayusi                                 | MVP                           | MVP    |                                            |                                            |                                            |                                            |                                            |                                            |                                            |

| 27/10/57                            | 27/10/57                            | 27/10/57                            | 27/10/57                            | 27/10/57                            | 27/10/57                            | 27/10/57                            | Trận 3                        | Trận 3 | 10/27/13                                   | 10/27/13                                   | 10/27/13                                   | 10/27/13                                   | 10/27/13                                   | 10/27/13                                   | 10/27/13                                   |
|                                     |                                     |                                     |                                     |                                     |                                     |                                     | Sự kiện thể thao đang diễn ra | 26:32  |                                            |                                            |                                            |                                            |                                            |                                            |                                            |
| Yuumi Lissandra Fiora Kai'Sa Lucian | Yuumi Lissandra Fiora Kai'Sa Lucian | Yuumi Lissandra Fiora Kai'Sa Lucian | Yuumi Lissandra Fiora Kai'Sa Lucian | Yuumi Lissandra Fiora Kai'Sa Lucian | Yuumi Lissandra Fiora Kai'Sa Lucian | Yuumi Lissandra Fiora Kai'Sa Lucian | Cấm                           | Cấm    | Caitlyn Graves Camille Renata Glasc Thresh | Caitlyn Graves Camille Renata Glasc Thresh | Caitlyn Graves Camille Renata Glasc Thresh | Caitlyn Graves Camille Renata Glasc Thresh | Caitlyn Graves Camille Renata Glasc Thresh | Caitlyn Graves Camille Renata Glasc Thresh | Caitlyn Graves Camille Renata Glasc Thresh |
| Yone Sejuani Akali Varus Tahm Kench | Yone Sejuani Akali Varus Tahm Kench | Yone Sejuani Akali Varus Tahm Kench | Yone Sejuani Akali Varus Tahm Kench | Yone Sejuani Akali Varus Tahm Kench | Yone Sejuani Akali Varus Tahm Kench | Yone Sejuani Akali Varus Tahm Kench | Chọn                          | Chọn   | Aatrox Vi Sylas Aphelios Soraka            | Aatrox Vi Sylas Aphelios Soraka            | Aatrox Vi Sylas Aphelios Soraka            | Aatrox Vi Sylas Aphelios Soraka            | Aatrox Vi Sylas Aphelios Soraka            | Aatrox Vi Sylas Aphelios Soraka            | Aatrox Vi Sylas Aphelios Soraka            |
| Oner                                | Oner                                | Oner                                | Oner                                | Oner                                | Oner                                | Oner                                | MVP                           | MVP    |                                            |                                            |                                            |                                            |                                            |                                            |                                            |

| Bo5 MVP: | Gumayusi |  |

| T1 | 3 – 0 | Royal Never Give Up |

| 15/10/39                                | 15/10/39                                | 15/10/39                                | 15/10/39                                | 15/10/39                                | 15/10/39                                | 15/10/39                                | Trận 1                        | Trận 1 | 10/15/20                               | 10/15/20                               | 10/15/20                               | 10/15/20                               | 10/15/20                               | 10/15/20                               | 10/15/20                               |
|                                         |                                         |                                         |                                         |                                         |                                         |                                         | Sự kiện thể thao đang diễn ra | 38:09  |                                        |                                        |                                        |                                        |                                        |                                        |                                        |
| Lissandra Fiora Jax Galio Taliyah       | Lissandra Fiora Jax Galio Taliyah       | Lissandra Fiora Jax Galio Taliyah       | Lissandra Fiora Jax Galio Taliyah       | Lissandra Fiora Jax Galio Taliyah       | Lissandra Fiora Jax Galio Taliyah       | Lissandra Fiora Jax Galio Taliyah       | Cấm                           | Cấm    | Yuumi Caitlyn Aatrox Sylas LeBlanc     | Yuumi Caitlyn Aatrox Sylas LeBlanc     | Yuumi Caitlyn Aatrox Sylas LeBlanc     | Yuumi Caitlyn Aatrox Sylas LeBlanc     | Yuumi Caitlyn Aatrox Sylas LeBlanc     | Yuumi Caitlyn Aatrox Sylas LeBlanc     | Yuumi Caitlyn Aatrox Sylas LeBlanc     |
| Camille Graves Viktor Ashe Heimerdinger | Camille Graves Viktor Ashe Heimerdinger | Camille Graves Viktor Ashe Heimerdinger | Camille Graves Viktor Ashe Heimerdinger | Camille Graves Viktor Ashe Heimerdinger | Camille Graves Viktor Ashe Heimerdinger | Camille Graves Viktor Ashe Heimerdinger | Chọn                          | Chọn   | Renekton Viego Akali Aphelios Nautilus | Renekton Viego Akali Aphelios Nautilus | Renekton Viego Akali Aphelios Nautilus | Renekton Viego Akali Aphelios Nautilus | Renekton Viego Akali Aphelios Nautilus | Renekton Viego Akali Aphelios Nautilus | Renekton Viego Akali Aphelios Nautilus |
| Oner                                    | Oner                                    | Oner                                    | Oner                                    | Oner                                    | Oner                                    | Oner                                    | MVP                           | MVP    |                                        |                                        |                                        |                                        |                                        |                                        |                                        |

| 13/14/35                                 | 13/14/35                                 | 13/14/35                                 | 13/14/35                                 | 13/14/35                                 | 13/14/35                                 | 13/14/35                                 | Trận 2                        | Trận 2 | 14/13/21                                   | 14/13/21                                   | 14/13/21                                   | 14/13/21                                   | 14/13/21                                   | 14/13/21                                   | 14/13/21                                   |
|                                          |                                          |                                          |                                          |                                          |                                          |                                          | Sự kiện thể thao đang diễn ra | 41:59  |                                            |                                            |                                            |                                            |                                            |                                            |                                            |
| Lissandra Aatrox Yuumi Aphelios Tristana | Lissandra Aatrox Yuumi Aphelios Tristana | Lissandra Aatrox Yuumi Aphelios Tristana | Lissandra Aatrox Yuumi Aphelios Tristana | Lissandra Aatrox Yuumi Aphelios Tristana | Lissandra Aatrox Yuumi Aphelios Tristana | Lissandra Aatrox Yuumi Aphelios Tristana | Cấm                           | Cấm    | Caitlyn Graves LeBlanc Lucian Heimerdinger | Caitlyn Graves LeBlanc Lucian Heimerdinger | Caitlyn Graves LeBlanc Lucian Heimerdinger | Caitlyn Graves LeBlanc Lucian Heimerdinger | Caitlyn Graves LeBlanc Lucian Heimerdinger | Caitlyn Graves LeBlanc Lucian Heimerdinger | Caitlyn Graves LeBlanc Lucian Heimerdinger |
| Jayce Viego Akali Xayah Renata Glasc     | Jayce Viego Akali Xayah Renata Glasc     | Jayce Viego Akali Xayah Renata Glasc     | Jayce Viego Akali Xayah Renata Glasc     | Jayce Viego Akali Xayah Renata Glasc     | Jayce Viego Akali Xayah Renata Glasc     | Jayce Viego Akali Xayah Renata Glasc     | Chọn                          | Chọn   | Fiora Sejuani Sylas Kai'Sa Nautilus        | Fiora Sejuani Sylas Kai'Sa Nautilus        | Fiora Sejuani Sylas Kai'Sa Nautilus        | Fiora Sejuani Sylas Kai'Sa Nautilus        | Fiora Sejuani Sylas Kai'Sa Nautilus        | Fiora Sejuani Sylas Kai'Sa Nautilus        | Fiora Sejuani Sylas Kai'Sa Nautilus        |
| Gumayusi                                 | Gumayusi                                 | Gumayusi                                 | Gumayusi                                 | Gumayusi                                 | Gumayusi                                 | Gumayusi                                 | MVP                           | MVP    |                                            |                                            |                                            |                                            |                                            |                                            |                                            |

| 27/10/57                            | 27/10/57                            | 27/10/57                            | 27/10/57                            | 27/10/57                            | 27/10/57                            | 27/10/57                            | Trận 3                        | Trận 3 | 10/27/13                                   | 10/27/13                                   | 10/27/13                                   | 10/27/13                                   | 10/27/13                                   | 10/27/13                                   | 10/27/13                                   |
|                                     |                                     |                                     |                                     |                                     |                                     |                                     | Sự kiện thể thao đang diễn ra | 26:32  |                                            |                                            |                                            |                                            |                                            |                                            |                                            |
| Yuumi Lissandra Fiora Kai'Sa Lucian | Yuumi Lissandra Fiora Kai'Sa Lucian | Yuumi Lissandra Fiora Kai'Sa Lucian | Yuumi Lissandra Fiora Kai'Sa Lucian | Yuumi Lissandra Fiora Kai'Sa Lucian | Yuumi Lissandra Fiora Kai'Sa Lucian | Yuumi Lissandra Fiora Kai'Sa Lucian | Cấm                           | Cấm    | Caitlyn Graves Camille Renata Glasc Thresh | Caitlyn Graves Camille Renata Glasc Thresh | Caitlyn Graves Camille Renata Glasc Thresh | Caitlyn Graves Camille Renata Glasc Thresh | Caitlyn Graves Camille Renata Glasc Thresh | Caitlyn Graves Camille Renata Glasc Thresh | Caitlyn Graves Camille Renata Glasc Thresh |
| Yone Sejuani Akali Varus Tahm Kench | Yone Sejuani Akali Varus Tahm Kench | Yone Sejuani Akali Varus Tahm Kench | Yone Sejuani Akali Varus Tahm Kench | Yone Sejuani Akali Varus Tahm Kench | Yone Sejuani Akali Varus Tahm Kench | Yone Sejuani Akali Varus Tahm Kench | Chọn                          | Chọn   | Aatrox Vi Sylas Aphelios Soraka            | Aatrox Vi Sylas Aphelios Soraka            | Aatrox Vi Sylas Aphelios Soraka            | Aatrox Vi Sylas Aphelios Soraka            | Aatrox Vi Sylas Aphelios Soraka            | Aatrox Vi Sylas Aphelios Soraka            | Aatrox Vi Sylas Aphelios Soraka            |
| Oner                                | Oner                                | Oner                                | Oner                                | Oner                                | Oner                                | Oner                                | MVP                           | MVP    |                                            |                                            |                                            |                                            |                                            |                                            |                                            |

| Bo5 MVP: | Gumayusi |  |

| Gen.G | 3 – 2 | DWG KIA |

| 17/7/48                                 | 17/7/48                                 | 17/7/48                                 | 17/7/48                                 | 17/7/48                                 | 17/7/48                                 | 17/7/48                                 | Trận 1                        | Trận 1 | 7/17/17                           | 7/17/17                           | 7/17/17                           | 7/17/17                           | 7/17/17                           | 7/17/17                           | 7/17/17                           |
|                                         |                                         |                                         |                                         |                                         |                                         |                                         | Sự kiện thể thao đang diễn ra | 25:53  |                                   |                                   |                                   |                                   |                                   |                                   |                                   |
| Graves Sejuani Caitlyn Camille Viego    | Graves Sejuani Caitlyn Camille Viego    | Graves Sejuani Caitlyn Camille Viego    | Graves Sejuani Caitlyn Camille Viego    | Graves Sejuani Caitlyn Camille Viego    | Graves Sejuani Caitlyn Camille Viego    | Graves Sejuani Caitlyn Camille Viego    | Cấm                           | Cấm    | Aatrox Sylas Azir Viktor Vi       | Aatrox Sylas Azir Viktor Vi       | Aatrox Sylas Azir Viktor Vi       | Aatrox Sylas Azir Viktor Vi       | Aatrox Sylas Azir Viktor Vi       | Aatrox Sylas Azir Viktor Vi       | Aatrox Sylas Azir Viktor Vi       |
| Renekton Maokai Ryze Miss Fortune Yuumi | Renekton Maokai Ryze Miss Fortune Yuumi | Renekton Maokai Ryze Miss Fortune Yuumi | Renekton Maokai Ryze Miss Fortune Yuumi | Renekton Maokai Ryze Miss Fortune Yuumi | Renekton Maokai Ryze Miss Fortune Yuumi | Renekton Maokai Ryze Miss Fortune Yuumi | Chọn                          | Chọn   | Gragas Kayn Lissandra Lucian Nami | Gragas Kayn Lissandra Lucian Nami | Gragas Kayn Lissandra Lucian Nami | Gragas Kayn Lissandra Lucian Nami | Gragas Kayn Lissandra Lucian Nami | Gragas Kayn Lissandra Lucian Nami | Gragas Kayn Lissandra Lucian Nami |
| Chovy                                   | Chovy                                   | Chovy                                   | Chovy                                   | Chovy                                   | Chovy                                   | Chovy                                   | MVP                           | MVP    |                                   |                                   |                                   |                                   |                                   |                                   |                                   |

| 17/11/38                                | 17/11/38                                | 17/11/38                                | 17/11/38                                | 17/11/38                                | 17/11/38                                | 17/11/38                                | Trận 2                        | Trận 2 | 11/17/31                        | 11/17/31                        | 11/17/31                        | 11/17/31                        | 11/17/31                        | 11/17/31                        | 11/17/31                        |
|                                         |                                         |                                         |                                         |                                         |                                         |                                         | Sự kiện thể thao đang diễn ra | 42:20  |                                 |                                 |                                 |                                 |                                 |                                 |                                 |
| Graves Aatrox Sivir Renekton Kayn       | Graves Aatrox Sivir Renekton Kayn       | Graves Aatrox Sivir Renekton Kayn       | Graves Aatrox Sivir Renekton Kayn       | Graves Aatrox Sivir Renekton Kayn       | Graves Aatrox Sivir Renekton Kayn       | Graves Aatrox Sivir Renekton Kayn       | Cấm                           | Cấm    | Sylas Fiora Aphelios Viego Ahri | Sylas Fiora Aphelios Viego Ahri | Sylas Fiora Aphelios Viego Ahri | Sylas Fiora Aphelios Viego Ahri | Sylas Fiora Aphelios Viego Ahri | Sylas Fiora Aphelios Viego Ahri | Sylas Fiora Aphelios Viego Ahri |
| Camille Sejuani Yone Miss Fortune Yuumi | Camille Sejuani Yone Miss Fortune Yuumi | Camille Sejuani Yone Miss Fortune Yuumi | Camille Sejuani Yone Miss Fortune Yuumi | Camille Sejuani Yone Miss Fortune Yuumi | Camille Sejuani Yone Miss Fortune Yuumi | Camille Sejuani Yone Miss Fortune Yuumi | Chọn                          | Chọn   | Gragas Wukong Azir Lucian Nami  | Gragas Wukong Azir Lucian Nami  | Gragas Wukong Azir Lucian Nami  | Gragas Wukong Azir Lucian Nami  | Gragas Wukong Azir Lucian Nami  | Gragas Wukong Azir Lucian Nami  | Gragas Wukong Azir Lucian Nami  |
| Chovy                                   | Chovy                                   | Chovy                                   | Chovy                                   | Chovy                                   | Chovy                                   | Chovy                                   | MVP                           | MVP    |                                 |                                 |                                 |                                 |                                 |                                 |                                 |

| 2/15/5                                  | 2/15/5                                  | 2/15/5                                  | 2/15/5                                  | 2/15/5                                  | 2/15/5                                  | 2/15/5                                  | Trận 3                        | Trận 3 | 15/2/39                           | 15/2/39                           | 15/2/39                           | 15/2/39                           | 15/2/39                           | 15/2/39                           | 15/2/39                           |
|                                         |                                         |                                         |                                         |                                         |                                         |                                         | Sự kiện thể thao đang diễn ra | 26:07  |                                   |                                   |                                   |                                   |                                   |                                   |                                   |
| Graves Aatrox Caitlyn Lissandra Camille | Graves Aatrox Caitlyn Lissandra Camille | Graves Aatrox Caitlyn Lissandra Camille | Graves Aatrox Caitlyn Lissandra Camille | Graves Aatrox Caitlyn Lissandra Camille | Graves Aatrox Caitlyn Lissandra Camille | Graves Aatrox Caitlyn Lissandra Camille | Cấm                           | Cấm    | Sylas Fiora Yuumi Renekton Vi     | Sylas Fiora Yuumi Renekton Vi     | Sylas Fiora Yuumi Renekton Vi     | Sylas Fiora Yuumi Renekton Vi     | Sylas Fiora Yuumi Renekton Vi     | Sylas Fiora Yuumi Renekton Vi     | Sylas Fiora Yuumi Renekton Vi     |
| Maokai Poppy Azir Lucian Nami           | Maokai Poppy Azir Lucian Nami           | Maokai Poppy Azir Lucian Nami           | Maokai Poppy Azir Lucian Nami           | Maokai Poppy Azir Lucian Nami           | Maokai Poppy Azir Lucian Nami           | Maokai Poppy Azir Lucian Nami           | Chọn                          | Chọn   | Sejuani Viego Swain Aphelios Lulu | Sejuani Viego Swain Aphelios Lulu | Sejuani Viego Swain Aphelios Lulu | Sejuani Viego Swain Aphelios Lulu | Sejuani Viego Swain Aphelios Lulu | Sejuani Viego Swain Aphelios Lulu | Sejuani Viego Swain Aphelios Lulu |
|                                         |                                         |                                         |                                         |                                         |                                         |                                         | MVP                           | MVP    | Nuguri                            | Nuguri                            | Nuguri                            | Nuguri                            | Nuguri                            | Nuguri                            | Nuguri                            |

| 2/13/7                           | 2/13/7                           | 2/13/7                           | 2/13/7                           | 2/13/7                           | 2/13/7                           | 2/13/7                           | Trận 4                        | Trận 4 | 13/2/23                                      | 13/2/23                                      | 13/2/23                                      | 13/2/23                                      | 13/2/23                                      | 13/2/23                                      | 13/2/23                                      |
|                                  |                                  |                                  |                                  |                                  |                                  |                                  | Sự kiện thể thao đang diễn ra | 24:29  |                                              |                                              |                                              |                                              |                                              |                                              |                                              |
| Graves Caitlyn Kayn Taliyah Ornn | Graves Caitlyn Kayn Taliyah Ornn | Graves Caitlyn Kayn Taliyah Ornn | Graves Caitlyn Kayn Taliyah Ornn | Graves Caitlyn Kayn Taliyah Ornn | Graves Caitlyn Kayn Taliyah Ornn | Graves Caitlyn Kayn Taliyah Ornn | Cấm                           | Cấm    | Sylas Aatrox Yuumi Thresh Camille            | Sylas Aatrox Yuumi Thresh Camille            | Sylas Aatrox Yuumi Thresh Camille            | Sylas Aatrox Yuumi Thresh Camille            | Sylas Aatrox Yuumi Thresh Camille            | Sylas Aatrox Yuumi Thresh Camille            | Sylas Aatrox Yuumi Thresh Camille            |
| Gnar Sejuani Azir Jinx Lulu      | Gnar Sejuani Azir Jinx Lulu      | Gnar Sejuani Azir Jinx Lulu      | Gnar Sejuani Azir Jinx Lulu      | Gnar Sejuani Azir Jinx Lulu      | Gnar Sejuani Azir Jinx Lulu      | Gnar Sejuani Azir Jinx Lulu      | Chọn                          | Chọn   | Renekton Viego LeBlanc Aphelios Renata Glasc | Renekton Viego LeBlanc Aphelios Renata Glasc | Renekton Viego LeBlanc Aphelios Renata Glasc | Renekton Viego LeBlanc Aphelios Renata Glasc | Renekton Viego LeBlanc Aphelios Renata Glasc | Renekton Viego LeBlanc Aphelios Renata Glasc | Renekton Viego LeBlanc Aphelios Renata Glasc |
|                                  |                                  |                                  |                                  |                                  |                                  |                                  | MVP                           | MVP    | deokdam                                      | deokdam                                      | deokdam                                      | deokdam                                      | deokdam                                      | deokdam                                      | deokdam                                      |

| 18/11/40                             | 18/11/40                             | 18/11/40                             | 18/11/40                             | 18/11/40                             | 18/11/40                             | 18/11/40                             | Trận 5                        | Trận 5 | 11/18/23                           | 11/18/23                           | 11/18/23                           | 11/18/23                           | 11/18/23                           | 11/18/23                           | 11/18/23                           |
|                                      |                                      |                                      |                                      |                                      |                                      |                                      | Sự kiện thể thao đang diễn ra | 44:51  |                                    |                                    |                                    |                                    |                                    |                                    |                                    |
| Graves Viego Caitlyn Nidalee Karthus | Graves Viego Caitlyn Nidalee Karthus | Graves Viego Caitlyn Nidalee Karthus | Graves Viego Caitlyn Nidalee Karthus | Graves Viego Caitlyn Nidalee Karthus | Graves Viego Caitlyn Nidalee Karthus | Graves Viego Caitlyn Nidalee Karthus | Cấm                           | Cấm    | Sylas Aatrox Yuumi Yone Vi         | Sylas Aatrox Yuumi Yone Vi         | Sylas Aatrox Yuumi Yone Vi         | Sylas Aatrox Yuumi Yone Vi         | Sylas Aatrox Yuumi Yone Vi         | Sylas Aatrox Yuumi Yone Vi         | Sylas Aatrox Yuumi Yone Vi         |
| Gnar Sejuani Viktor Lucian Nami      | Gnar Sejuani Viktor Lucian Nami      | Gnar Sejuani Viktor Lucian Nami      | Gnar Sejuani Viktor Lucian Nami      | Gnar Sejuani Viktor Lucian Nami      | Gnar Sejuani Viktor Lucian Nami      | Gnar Sejuani Viktor Lucian Nami      | Chọn                          | Chọn   | Renekton Kayn Syndra Aphelios Lulu | Renekton Kayn Syndra Aphelios Lulu | Renekton Kayn Syndra Aphelios Lulu | Renekton Kayn Syndra Aphelios Lulu | Renekton Kayn Syndra Aphelios Lulu | Renekton Kayn Syndra Aphelios Lulu | Renekton Kayn Syndra Aphelios Lulu |
| Ruler                                | Ruler                                | Ruler                                | Ruler                                | Ruler                                | Ruler                                | Ruler                                | MVP                           | MVP    |                                    |                                    |                                    |                                    |                                    |                                    |                                    |

| Bo5 MVP: | Ruler |  |

| Gen.G | 3 – 2 | DWG KIA |

| 17/7/48                                 | 17/7/48                                 | 17/7/48                                 | 17/7/48                                 | 17/7/48                                 | 17/7/48                                 | 17/7/48                                 | Trận 1                        | Trận 1 | 7/17/17                           | 7/17/17                           | 7/17/17                           | 7/17/17                           | 7/17/17                           | 7/17/17                           | 7/17/17                           |
|                                         |                                         |                                         |                                         |                                         |                                         |                                         | Sự kiện thể thao đang diễn ra | 25:53  |                                   |                                   |                                   |                                   |                                   |                                   |                                   |
| Graves Sejuani Caitlyn Camille Viego    | Graves Sejuani Caitlyn Camille Viego    | Graves Sejuani Caitlyn Camille Viego    | Graves Sejuani Caitlyn Camille Viego    | Graves Sejuani Caitlyn Camille Viego    | Graves Sejuani Caitlyn Camille Viego    | Graves Sejuani Caitlyn Camille Viego    | Cấm                           | Cấm    | Aatrox Sylas Azir Viktor Vi       | Aatrox Sylas Azir Viktor Vi       | Aatrox Sylas Azir Viktor Vi       | Aatrox Sylas Azir Viktor Vi       | Aatrox Sylas Azir Viktor Vi       | Aatrox Sylas Azir Viktor Vi       | Aatrox Sylas Azir Viktor Vi       |
| Renekton Maokai Ryze Miss Fortune Yuumi | Renekton Maokai Ryze Miss Fortune Yuumi | Renekton Maokai Ryze Miss Fortune Yuumi | Renekton Maokai Ryze Miss Fortune Yuumi | Renekton Maokai Ryze Miss Fortune Yuumi | Renekton Maokai Ryze Miss Fortune Yuumi | Renekton Maokai Ryze Miss Fortune Yuumi | Chọn                          | Chọn   | Gragas Kayn Lissandra Lucian Nami | Gragas Kayn Lissandra Lucian Nami | Gragas Kayn Lissandra Lucian Nami | Gragas Kayn Lissandra Lucian Nami | Gragas Kayn Lissandra Lucian Nami | Gragas Kayn Lissandra Lucian Nami | Gragas Kayn Lissandra Lucian Nami |
| Chovy                                   | Chovy                                   | Chovy                                   | Chovy                                   | Chovy                                   | Chovy                                   | Chovy                                   | MVP                           | MVP    |                                   |                                   |                                   |                                   |                                   |                                   |                                   |

| 17/11/38                                | 17/11/38                                | 17/11/38                                | 17/11/38                                | 17/11/38                                | 17/11/38                                | 17/11/38                                | Trận 2                        | Trận 2 | 11/17/31                        | 11/17/31                        | 11/17/31                        | 11/17/31                        | 11/17/31                        | 11/17/31                        | 11/17/31                        |
|                                         |                                         |                                         |                                         |                                         |                                         |                                         | Sự kiện thể thao đang diễn ra | 42:20  |                                 |                                 |                                 |                                 |                                 |                                 |                                 |
| Graves Aatrox Sivir Renekton Kayn       | Graves Aatrox Sivir Renekton Kayn       | Graves Aatrox Sivir Renekton Kayn       | Graves Aatrox Sivir Renekton Kayn       | Graves Aatrox Sivir Renekton Kayn       | Graves Aatrox Sivir Renekton Kayn       | Graves Aatrox Sivir Renekton Kayn       | Cấm                           | Cấm    | Sylas Fiora Aphelios Viego Ahri | Sylas Fiora Aphelios Viego Ahri | Sylas Fiora Aphelios Viego Ahri | Sylas Fiora Aphelios Viego Ahri | Sylas Fiora Aphelios Viego Ahri | Sylas Fiora Aphelios Viego Ahri | Sylas Fiora Aphelios Viego Ahri |
| Camille Sejuani Yone Miss Fortune Yuumi | Camille Sejuani Yone Miss Fortune Yuumi | Camille Sejuani Yone Miss Fortune Yuumi | Camille Sejuani Yone Miss Fortune Yuumi | Camille Sejuani Yone Miss Fortune Yuumi | Camille Sejuani Yone Miss Fortune Yuumi | Camille Sejuani Yone Miss Fortune Yuumi | Chọn                          | Chọn   | Gragas Wukong Azir Lucian Nami  | Gragas Wukong Azir Lucian Nami  | Gragas Wukong Azir Lucian Nami  | Gragas Wukong Azir Lucian Nami  | Gragas Wukong Azir Lucian Nami  | Gragas Wukong Azir Lucian Nami  | Gragas Wukong Azir Lucian Nami  |
| Chovy                                   | Chovy                                   | Chovy                                   | Chovy                                   | Chovy                                   | Chovy                                   | Chovy                                   | MVP                           | MVP    |                                 |                                 |                                 |                                 |                                 |                                 |                                 |

| 2/15/5                                  | 2/15/5                                  | 2/15/5                                  | 2/15/5                                  | 2/15/5                                  | 2/15/5                                  | 2/15/5                                  | Trận 3                        | Trận 3 | 15/2/39                           | 15/2/39                           | 15/2/39                           | 15/2/39                           | 15/2/39                           | 15/2/39                           | 15/2/39                           |
|                                         |                                         |                                         |                                         |                                         |                                         |                                         | Sự kiện thể thao đang diễn ra | 26:07  |                                   |                                   |                                   |                                   |                                   |                                   |                                   |
| Graves Aatrox Caitlyn Lissandra Camille | Graves Aatrox Caitlyn Lissandra Camille | Graves Aatrox Caitlyn Lissandra Camille | Graves Aatrox Caitlyn Lissandra Camille | Graves Aatrox Caitlyn Lissandra Camille | Graves Aatrox Caitlyn Lissandra Camille | Graves Aatrox Caitlyn Lissandra Camille | Cấm                           | Cấm    | Sylas Fiora Yuumi Renekton Vi     | Sylas Fiora Yuumi Renekton Vi     | Sylas Fiora Yuumi Renekton Vi     | Sylas Fiora Yuumi Renekton Vi     | Sylas Fiora Yuumi Renekton Vi     | Sylas Fiora Yuumi Renekton Vi     | Sylas Fiora Yuumi Renekton Vi     |
| Maokai Poppy Azir Lucian Nami           | Maokai Poppy Azir Lucian Nami           | Maokai Poppy Azir Lucian Nami           | Maokai Poppy Azir Lucian Nami           | Maokai Poppy Azir Lucian Nami           | Maokai Poppy Azir Lucian Nami           | Maokai Poppy Azir Lucian Nami           | Chọn                          | Chọn   | Sejuani Viego Swain Aphelios Lulu | Sejuani Viego Swain Aphelios Lulu | Sejuani Viego Swain Aphelios Lulu | Sejuani Viego Swain Aphelios Lulu | Sejuani Viego Swain Aphelios Lulu | Sejuani Viego Swain Aphelios Lulu | Sejuani Viego Swain Aphelios Lulu |
|                                         |                                         |                                         |                                         |                                         |                                         |                                         | MVP                           | MVP    | Nuguri                            | Nuguri                            | Nuguri                            | Nuguri                            | Nuguri                            | Nuguri                            | Nuguri                            |

| 2/13/7                           | 2/13/7                           | 2/13/7                           | 2/13/7                           | 2/13/7                           | 2/13/7                           | 2/13/7                           | Trận 4                        | Trận 4 | 13/2/23                                      | 13/2/23                                      | 13/2/23                                      | 13/2/23                                      | 13/2/23                                      | 13/2/23                                      | 13/2/23                                      |
|                                  |                                  |                                  |                                  |                                  |                                  |                                  | Sự kiện thể thao đang diễn ra | 24:29  |                                              |                                              |                                              |                                              |                                              |                                              |                                              |
| Graves Caitlyn Kayn Taliyah Ornn | Graves Caitlyn Kayn Taliyah Ornn | Graves Caitlyn Kayn Taliyah Ornn | Graves Caitlyn Kayn Taliyah Ornn | Graves Caitlyn Kayn Taliyah Ornn | Graves Caitlyn Kayn Taliyah Ornn | Graves Caitlyn Kayn Taliyah Ornn | Cấm                           | Cấm    | Sylas Aatrox Yuumi Thresh Camille            | Sylas Aatrox Yuumi Thresh Camille            | Sylas Aatrox Yuumi Thresh Camille            | Sylas Aatrox Yuumi Thresh Camille            | Sylas Aatrox Yuumi Thresh Camille            | Sylas Aatrox Yuumi Thresh Camille            | Sylas Aatrox Yuumi Thresh Camille            |
| Gnar Sejuani Azir Jinx Lulu      | Gnar Sejuani Azir Jinx Lulu      | Gnar Sejuani Azir Jinx Lulu      | Gnar Sejuani Azir Jinx Lulu      | Gnar Sejuani Azir Jinx Lulu      | Gnar Sejuani Azir Jinx Lulu      | Gnar Sejuani Azir Jinx Lulu      | Chọn                          | Chọn   | Renekton Viego LeBlanc Aphelios Renata Glasc | Renekton Viego LeBlanc Aphelios Renata Glasc | Renekton Viego LeBlanc Aphelios Renata Glasc | Renekton Viego LeBlanc Aphelios Renata Glasc | Renekton Viego LeBlanc Aphelios Renata Glasc | Renekton Viego LeBlanc Aphelios Renata Glasc | Renekton Viego LeBlanc Aphelios Renata Glasc |
|                                  |                                  |                                  |                                  |                                  |                                  |                                  | MVP                           | MVP    | deokdam                                      | deokdam                                      | deokdam                                      | deokdam                                      | deokdam                                      | deokdam                                      | deokdam                                      |

| 18/11/40                             | 18/11/40                             | 18/11/40                             | 18/11/40                             | 18/11/40                             | 18/11/40                             | 18/11/40                             | Trận 5                        | Trận 5 | 11/18/23                           | 11/18/23                           | 11/18/23                           | 11/18/23                           | 11/18/23                           | 11/18/23                           | 11/18/23                           |
|                                      |                                      |                                      |                                      |                                      |                                      |                                      | Sự kiện thể thao đang diễn ra | 44:51  |                                    |                                    |                                    |                                    |                                    |                                    |                                    |
| Graves Viego Caitlyn Nidalee Karthus | Graves Viego Caitlyn Nidalee Karthus | Graves Viego Caitlyn Nidalee Karthus | Graves Viego Caitlyn Nidalee Karthus | Graves Viego Caitlyn Nidalee Karthus | Graves Viego Caitlyn Nidalee Karthus | Graves Viego Caitlyn Nidalee Karthus | Cấm                           | Cấm    | Sylas Aatrox Yuumi Yone Vi         | Sylas Aatrox Yuumi Yone Vi         | Sylas Aatrox Yuumi Yone Vi         | Sylas Aatrox Yuumi Yone Vi         | Sylas Aatrox Yuumi Yone Vi         | Sylas Aatrox Yuumi Yone Vi         | Sylas Aatrox Yuumi Yone Vi         |
| Gnar Sejuani Viktor Lucian Nami      | Gnar Sejuani Viktor Lucian Nami      | Gnar Sejuani Viktor Lucian Nami      | Gnar Sejuani Viktor Lucian Nami      | Gnar Sejuani Viktor Lucian Nami      | Gnar Sejuani Viktor Lucian Nami      | Gnar Sejuani Viktor Lucian Nami      | Chọn                          | Chọn   | Renekton Kayn Syndra Aphelios Lulu | Renekton Kayn Syndra Aphelios Lulu | Renekton Kayn Syndra Aphelios Lulu | Renekton Kayn Syndra Aphelios Lulu | Renekton Kayn Syndra Aphelios Lulu | Renekton Kayn Syndra Aphelios Lulu | Renekton Kayn Syndra Aphelios Lulu |
| Ruler                                | Ruler                                | Ruler                                | Ruler                                | Ruler                                | Ruler                                | Ruler                                | MVP                           | MVP    |                                    |                                    |                                    |                                    |                                    |                                    |                                    |

| Bo5 MVP: | Ruler |  |

| DRX | 3 – 2 | EDward Gaming |

| 9/15/15                                | 9/15/15                                | 9/15/15                                | 9/15/15                                | 9/15/15                                | 9/15/15                                | 9/15/15                                | Trận 1                        | Trận 1 | 15/9/39                           | 15/9/39                           | 15/9/39                           | 15/9/39                           | 15/9/39                           | 15/9/39                           | 15/9/39                           |
|                                        |                                        |                                        |                                        |                                        |                                        |                                        | Sự kiện thể thao đang diễn ra | 35:00  |                                   |                                   |                                   |                                   |                                   |                                   |                                   |
| Lucian Ryze Sejuani Varus Ezreal       | Lucian Ryze Sejuani Varus Ezreal       | Lucian Ryze Sejuani Varus Ezreal       | Lucian Ryze Sejuani Varus Ezreal       | Lucian Ryze Sejuani Varus Ezreal       | Lucian Ryze Sejuani Varus Ezreal       | Lucian Ryze Sejuani Varus Ezreal       | Cấm                           | Cấm    | Yuumi Caitlyn Aatrox Sylas Viktor | Yuumi Caitlyn Aatrox Sylas Viktor | Yuumi Caitlyn Aatrox Sylas Viktor | Yuumi Caitlyn Aatrox Sylas Viktor | Yuumi Caitlyn Aatrox Sylas Viktor | Yuumi Caitlyn Aatrox Sylas Viktor | Yuumi Caitlyn Aatrox Sylas Viktor |
| Fiora Graves Orianna Ashe Heimerdinger | Fiora Graves Orianna Ashe Heimerdinger | Fiora Graves Orianna Ashe Heimerdinger | Fiora Graves Orianna Ashe Heimerdinger | Fiora Graves Orianna Ashe Heimerdinger | Fiora Graves Orianna Ashe Heimerdinger | Fiora Graves Orianna Ashe Heimerdinger | Chọn                          | Chọn   | Kennen Lee Sin Azir Sivir Soraka  | Kennen Lee Sin Azir Sivir Soraka  | Kennen Lee Sin Azir Sivir Soraka  | Kennen Lee Sin Azir Sivir Soraka  | Kennen Lee Sin Azir Sivir Soraka  | Kennen Lee Sin Azir Sivir Soraka  | Kennen Lee Sin Azir Sivir Soraka  |
| Scout                                  | Scout                                  | Scout                                  | Scout                                  | Scout                                  | Scout                                  | Scout                                  | MVP                           | MVP    |                                   |                                   |                                   |                                   |                                   |                                   |                                   |

| 11/18/20                               | 11/18/20                               | 11/18/20                               | 11/18/20                               | 11/18/20                               | 11/18/20                               | 11/18/20                               | Trận 2                        | Trận 2 | 18/11/28                       | 18/11/28                       | 18/11/28                       | 18/11/28                       | 18/11/28                       | 18/11/28                       | 18/11/28                       |
|                                        |                                        |                                        |                                        |                                        |                                        |                                        | Sự kiện thể thao đang diễn ra | 42:27  |                                |                                |                                |                                |                                |                                |                                |
| Lucian Fiora Renekton Kai'Sa Soraka    | Lucian Fiora Renekton Kai'Sa Soraka    | Lucian Fiora Renekton Kai'Sa Soraka    | Lucian Fiora Renekton Kai'Sa Soraka    | Lucian Fiora Renekton Kai'Sa Soraka    | Lucian Fiora Renekton Kai'Sa Soraka    | Lucian Fiora Renekton Kai'Sa Soraka    | Cấm                           | Cấm    | Yuumi Caitlyn Maokai Ashe Jinx | Yuumi Caitlyn Maokai Ashe Jinx | Yuumi Caitlyn Maokai Ashe Jinx | Yuumi Caitlyn Maokai Ashe Jinx | Yuumi Caitlyn Maokai Ashe Jinx | Yuumi Caitlyn Maokai Ashe Jinx | Yuumi Caitlyn Maokai Ashe Jinx |
| Aatrox Poppy Akali Ezreal Heimerdinger | Aatrox Poppy Akali Ezreal Heimerdinger | Aatrox Poppy Akali Ezreal Heimerdinger | Aatrox Poppy Akali Ezreal Heimerdinger | Aatrox Poppy Akali Ezreal Heimerdinger | Aatrox Poppy Akali Ezreal Heimerdinger | Aatrox Poppy Akali Ezreal Heimerdinger | Chọn                          | Chọn   | Jax Sejuani Azir Aphelios Lulu | Jax Sejuani Azir Aphelios Lulu | Jax Sejuani Azir Aphelios Lulu | Jax Sejuani Azir Aphelios Lulu | Jax Sejuani Azir Aphelios Lulu | Jax Sejuani Azir Aphelios Lulu | Jax Sejuani Azir Aphelios Lulu |
| Viper                                  | Viper                                  | Viper                                  | Viper                                  | Viper                                  | Viper                                  | Viper                                  | MVP                           | MVP    |                                |                                |                                |                                |                                |                                |                                |

| 9/8/24                             | 9/8/24                             | 9/8/24                             | 9/8/24                             | 9/8/24                             | 9/8/24                             | 9/8/24                             | Trận 3                        | Trận 3 | 8/9/12                                   | 8/9/12                                   | 8/9/12                                   | 8/9/12                                   | 8/9/12                                   | 8/9/12                                   | 8/9/12                                   |
|                                    |                                    |                                    |                                    |                                    |                                    |                                    | Sự kiện thể thao đang diễn ra | 42:00  |                                          |                                          |                                          |                                          |                                          |                                          |                                          |
| Lucian Azir Sejuani Aphelios Lulu  | Lucian Azir Sejuani Aphelios Lulu  | Lucian Azir Sejuani Aphelios Lulu  | Lucian Azir Sejuani Aphelios Lulu  | Lucian Azir Sejuani Aphelios Lulu  | Lucian Azir Sejuani Aphelios Lulu  | Lucian Azir Sejuani Aphelios Lulu  | Cấm                           | Cấm    | Yuumi Caitlyn Heimerdinger Ashe Ezreal   | Yuumi Caitlyn Heimerdinger Ashe Ezreal   | Yuumi Caitlyn Heimerdinger Ashe Ezreal   | Yuumi Caitlyn Heimerdinger Ashe Ezreal   | Yuumi Caitlyn Heimerdinger Ashe Ezreal   | Yuumi Caitlyn Heimerdinger Ashe Ezreal   | Yuumi Caitlyn Heimerdinger Ashe Ezreal   |
| Aatrox Kindred Sylas Draven Soraka | Aatrox Kindred Sylas Draven Soraka | Aatrox Kindred Sylas Draven Soraka | Aatrox Kindred Sylas Draven Soraka | Aatrox Kindred Sylas Draven Soraka | Aatrox Kindred Sylas Draven Soraka | Aatrox Kindred Sylas Draven Soraka | Chọn                          | Chọn   | Fiora Graves Viktor Kalista Renata Glasc | Fiora Graves Viktor Kalista Renata Glasc | Fiora Graves Viktor Kalista Renata Glasc | Fiora Graves Viktor Kalista Renata Glasc | Fiora Graves Viktor Kalista Renata Glasc | Fiora Graves Viktor Kalista Renata Glasc | Fiora Graves Viktor Kalista Renata Glasc |
|                                    |                                    |                                    |                                    |                                    |                                    |                                    | MVP                           | MVP    | Deft                                     | Deft                                     | Deft                                     | Deft                                     | Deft                                     | Deft                                     | Deft                                     |

| 18/11/50                            | 18/11/50                            | 18/11/50                            | 18/11/50                            | 18/11/50                            | 18/11/50                            | 18/11/50                            | Trận 4                        | Trận 4 | 11/18/25                                  | 11/18/25                                  | 11/18/25                                  | 11/18/25                                  | 11/18/25                                  | 11/18/25                                  | 11/18/25                                  |
|                                     |                                     |                                     |                                     |                                     |                                     |                                     | Sự kiện thể thao đang diễn ra | 38:42  |                                           |                                           |                                           |                                           |                                           |                                           |                                           |
| Lucian Viktor Yuumi Aphelios Draven | Lucian Viktor Yuumi Aphelios Draven | Lucian Viktor Yuumi Aphelios Draven | Lucian Viktor Yuumi Aphelios Draven | Lucian Viktor Yuumi Aphelios Draven | Lucian Viktor Yuumi Aphelios Draven | Lucian Viktor Yuumi Aphelios Draven | Cấm                           | Cấm    | Sylas Akali Caitlyn Heimerdinger Soraka   | Sylas Akali Caitlyn Heimerdinger Soraka   | Sylas Akali Caitlyn Heimerdinger Soraka   | Sylas Akali Caitlyn Heimerdinger Soraka   | Sylas Akali Caitlyn Heimerdinger Soraka   | Sylas Akali Caitlyn Heimerdinger Soraka   | Sylas Akali Caitlyn Heimerdinger Soraka   |
| Camille Sejuani Azir Kalista Ashe   | Camille Sejuani Azir Kalista Ashe   | Camille Sejuani Azir Kalista Ashe   | Camille Sejuani Azir Kalista Ashe   | Camille Sejuani Azir Kalista Ashe   | Camille Sejuani Azir Kalista Ashe   | Camille Sejuani Azir Kalista Ashe   | Chọn                          | Chọn   | Aatrox Lee Sin LeBlanc Varus Renata Glasc | Aatrox Lee Sin LeBlanc Varus Renata Glasc | Aatrox Lee Sin LeBlanc Varus Renata Glasc | Aatrox Lee Sin LeBlanc Varus Renata Glasc | Aatrox Lee Sin LeBlanc Varus Renata Glasc | Aatrox Lee Sin LeBlanc Varus Renata Glasc | Aatrox Lee Sin LeBlanc Varus Renata Glasc |
|                                     |                                     |                                     |                                     |                                     |                                     |                                     | MVP                           | MVP    | Pyosik                                    | Pyosik                                    | Pyosik                                    | Pyosik                                    | Pyosik                                    | Pyosik                                    | Pyosik                                    |

| 18/7/35                              | 18/7/35                              | 18/7/35                              | 18/7/35                              | 18/7/35                              | 18/7/35                              | 18/7/35                              | Trận 5                        | Trận 5 | 7/18/19                                   | 7/18/19                                   | 7/18/19                                   | 7/18/19                                   | 7/18/19                                   | 7/18/19                                   | 7/18/19                                   |
|                                      |                                      |                                      |                                      |                                      |                                      |                                      | Sự kiện thể thao đang diễn ra | 37:53  |                                           |                                           |                                           |                                           |                                           |                                           |                                           |
| Lucian Azir Yuumi Renekton Gangplank | Lucian Azir Yuumi Renekton Gangplank | Lucian Azir Yuumi Renekton Gangplank | Lucian Azir Yuumi Renekton Gangplank | Lucian Azir Yuumi Renekton Gangplank | Lucian Azir Yuumi Renekton Gangplank | Lucian Azir Yuumi Renekton Gangplank | Cấm                           | Cấm    | Heimerdinger Aatrox Caitlyn Kalista Varus | Heimerdinger Aatrox Caitlyn Kalista Varus | Heimerdinger Aatrox Caitlyn Kalista Varus | Heimerdinger Aatrox Caitlyn Kalista Varus | Heimerdinger Aatrox Caitlyn Kalista Varus | Heimerdinger Aatrox Caitlyn Kalista Varus | Heimerdinger Aatrox Caitlyn Kalista Varus |
| Fiora Viego Sylas Ezreal Karma       | Fiora Viego Sylas Ezreal Karma       | Fiora Viego Sylas Ezreal Karma       | Fiora Viego Sylas Ezreal Karma       | Fiora Viego Sylas Ezreal Karma       | Fiora Viego Sylas Ezreal Karma       | Fiora Viego Sylas Ezreal Karma       | Chọn                          | Chọn   | Jax Sejuani Akali Aphelios Lulu           | Jax Sejuani Akali Aphelios Lulu           | Jax Sejuani Akali Aphelios Lulu           | Jax Sejuani Akali Aphelios Lulu           | Jax Sejuani Akali Aphelios Lulu           | Jax Sejuani Akali Aphelios Lulu           | Jax Sejuani Akali Aphelios Lulu           |
| Zeka                                 | Zeka                                 | Zeka                                 | Zeka                                 | Zeka                                 | Zeka                                 | Zeka                                 | MVP                           | MVP    |                                           |                                           |                                           |                                           |                                           |                                           |                                           |

| Bo5 MVP: | Deft |  |

| DRX | 3 – 2 | EDward Gaming |

| 9/15/15                                | 9/15/15                                | 9/15/15                                | 9/15/15                                | 9/15/15                                | 9/15/15                                | 9/15/15                                | Trận 1                        | Trận 1 | 15/9/39                           | 15/9/39                           | 15/9/39                           | 15/9/39                           | 15/9/39                           | 15/9/39                           | 15/9/39                           |
|                                        |                                        |                                        |                                        |                                        |                                        |                                        | Sự kiện thể thao đang diễn ra | 35:00  |                                   |                                   |                                   |                                   |                                   |                                   |                                   |
| Lucian Ryze Sejuani Varus Ezreal       | Lucian Ryze Sejuani Varus Ezreal       | Lucian Ryze Sejuani Varus Ezreal       | Lucian Ryze Sejuani Varus Ezreal       | Lucian Ryze Sejuani Varus Ezreal       | Lucian Ryze Sejuani Varus Ezreal       | Lucian Ryze Sejuani Varus Ezreal       | Cấm                           | Cấm    | Yuumi Caitlyn Aatrox Sylas Viktor | Yuumi Caitlyn Aatrox Sylas Viktor | Yuumi Caitlyn Aatrox Sylas Viktor | Yuumi Caitlyn Aatrox Sylas Viktor | Yuumi Caitlyn Aatrox Sylas Viktor | Yuumi Caitlyn Aatrox Sylas Viktor | Yuumi Caitlyn Aatrox Sylas Viktor |
| Fiora Graves Orianna Ashe Heimerdinger | Fiora Graves Orianna Ashe Heimerdinger | Fiora Graves Orianna Ashe Heimerdinger | Fiora Graves Orianna Ashe Heimerdinger | Fiora Graves Orianna Ashe Heimerdinger | Fiora Graves Orianna Ashe Heimerdinger | Fiora Graves Orianna Ashe Heimerdinger | Chọn                          | Chọn   | Kennen Lee Sin Azir Sivir Soraka  | Kennen Lee Sin Azir Sivir Soraka  | Kennen Lee Sin Azir Sivir Soraka  | Kennen Lee Sin Azir Sivir Soraka  | Kennen Lee Sin Azir Sivir Soraka  | Kennen Lee Sin Azir Sivir Soraka  | Kennen Lee Sin Azir Sivir Soraka  |
| Scout                                  | Scout                                  | Scout                                  | Scout                                  | Scout                                  | Scout                                  | Scout                                  | MVP                           | MVP    |                                   |                                   |                                   |                                   |                                   |                                   |                                   |

| 11/18/20                               | 11/18/20                               | 11/18/20                               | 11/18/20                               | 11/18/20                               | 11/18/20                               | 11/18/20                               | Trận 2                        | Trận 2 | 18/11/28                       | 18/11/28                       | 18/11/28                       | 18/11/28                       | 18/11/28                       | 18/11/28                       | 18/11/28                       |
|                                        |                                        |                                        |                                        |                                        |                                        |                                        | Sự kiện thể thao đang diễn ra | 42:27  |                                |                                |                                |                                |                                |                                |                                |
| Lucian Fiora Renekton Kai'Sa Soraka    | Lucian Fiora Renekton Kai'Sa Soraka    | Lucian Fiora Renekton Kai'Sa Soraka    | Lucian Fiora Renekton Kai'Sa Soraka    | Lucian Fiora Renekton Kai'Sa Soraka    | Lucian Fiora Renekton Kai'Sa Soraka    | Lucian Fiora Renekton Kai'Sa Soraka    | Cấm                           | Cấm    | Yuumi Caitlyn Maokai Ashe Jinx | Yuumi Caitlyn Maokai Ashe Jinx | Yuumi Caitlyn Maokai Ashe Jinx | Yuumi Caitlyn Maokai Ashe Jinx | Yuumi Caitlyn Maokai Ashe Jinx | Yuumi Caitlyn Maokai Ashe Jinx | Yuumi Caitlyn Maokai Ashe Jinx |
| Aatrox Poppy Akali Ezreal Heimerdinger | Aatrox Poppy Akali Ezreal Heimerdinger | Aatrox Poppy Akali Ezreal Heimerdinger | Aatrox Poppy Akali Ezreal Heimerdinger | Aatrox Poppy Akali Ezreal Heimerdinger | Aatrox Poppy Akali Ezreal Heimerdinger | Aatrox Poppy Akali Ezreal Heimerdinger | Chọn                          | Chọn   | Jax Sejuani Azir Aphelios Lulu | Jax Sejuani Azir Aphelios Lulu | Jax Sejuani Azir Aphelios Lulu | Jax Sejuani Azir Aphelios Lulu | Jax Sejuani Azir Aphelios Lulu | Jax Sejuani Azir Aphelios Lulu | Jax Sejuani Azir Aphelios Lulu |
| Viper                                  | Viper                                  | Viper                                  | Viper                                  | Viper                                  | Viper                                  | Viper                                  | MVP                           | MVP    |                                |                                |                                |                                |                                |                                |                                |

| 9/8/24                             | 9/8/24                             | 9/8/24                             | 9/8/24                             | 9/8/24                             | 9/8/24                             | 9/8/24                             | Trận 3                        | Trận 3 | 8/9/12                                   | 8/9/12                                   | 8/9/12                                   | 8/9/12                                   | 8/9/12                                   | 8/9/12                                   | 8/9/12                                   |
|                                    |                                    |                                    |                                    |                                    |                                    |                                    | Sự kiện thể thao đang diễn ra | 42:00  |                                          |                                          |                                          |                                          |                                          |                                          |                                          |
| Lucian Azir Sejuani Aphelios Lulu  | Lucian Azir Sejuani Aphelios Lulu  | Lucian Azir Sejuani Aphelios Lulu  | Lucian Azir Sejuani Aphelios Lulu  | Lucian Azir Sejuani Aphelios Lulu  | Lucian Azir Sejuani Aphelios Lulu  | Lucian Azir Sejuani Aphelios Lulu  | Cấm                           | Cấm    | Yuumi Caitlyn Heimerdinger Ashe Ezreal   | Yuumi Caitlyn Heimerdinger Ashe Ezreal   | Yuumi Caitlyn Heimerdinger Ashe Ezreal   | Yuumi Caitlyn Heimerdinger Ashe Ezreal   | Yuumi Caitlyn Heimerdinger Ashe Ezreal   | Yuumi Caitlyn Heimerdinger Ashe Ezreal   | Yuumi Caitlyn Heimerdinger Ashe Ezreal   |
| Aatrox Kindred Sylas Draven Soraka | Aatrox Kindred Sylas Draven Soraka | Aatrox Kindred Sylas Draven Soraka | Aatrox Kindred Sylas Draven Soraka | Aatrox Kindred Sylas Draven Soraka | Aatrox Kindred Sylas Draven Soraka | Aatrox Kindred Sylas Draven Soraka | Chọn                          | Chọn   | Fiora Graves Viktor Kalista Renata Glasc | Fiora Graves Viktor Kalista Renata Glasc | Fiora Graves Viktor Kalista Renata Glasc | Fiora Graves Viktor Kalista Renata Glasc | Fiora Graves Viktor Kalista Renata Glasc | Fiora Graves Viktor Kalista Renata Glasc | Fiora Graves Viktor Kalista Renata Glasc |
|                                    |                                    |                                    |                                    |                                    |                                    |                                    | MVP                           | MVP    | Deft                                     | Deft                                     | Deft                                     | Deft                                     | Deft                                     | Deft                                     | Deft                                     |

| 18/11/50                            | 18/11/50                            | 18/11/50                            | 18/11/50                            | 18/11/50                            | 18/11/50                            | 18/11/50                            | Trận 4                        | Trận 4 | 11/18/25                                  | 11/18/25                                  | 11/18/25                                  | 11/18/25                                  | 11/18/25                                  | 11/18/25                                  | 11/18/25                                  |
|                                     |                                     |                                     |                                     |                                     |                                     |                                     | Sự kiện thể thao đang diễn ra | 38:42  |                                           |                                           |                                           |                                           |                                           |                                           |                                           |
| Lucian Viktor Yuumi Aphelios Draven | Lucian Viktor Yuumi Aphelios Draven | Lucian Viktor Yuumi Aphelios Draven | Lucian Viktor Yuumi Aphelios Draven | Lucian Viktor Yuumi Aphelios Draven | Lucian Viktor Yuumi Aphelios Draven | Lucian Viktor Yuumi Aphelios Draven | Cấm                           | Cấm    | Sylas Akali Caitlyn Heimerdinger Soraka   | Sylas Akali Caitlyn Heimerdinger Soraka   | Sylas Akali Caitlyn Heimerdinger Soraka   | Sylas Akali Caitlyn Heimerdinger Soraka   | Sylas Akali Caitlyn Heimerdinger Soraka   | Sylas Akali Caitlyn Heimerdinger Soraka   | Sylas Akali Caitlyn Heimerdinger Soraka   |
| Camille Sejuani Azir Kalista Ashe   | Camille Sejuani Azir Kalista Ashe   | Camille Sejuani Azir Kalista Ashe   | Camille Sejuani Azir Kalista Ashe   | Camille Sejuani Azir Kalista Ashe   | Camille Sejuani Azir Kalista Ashe   | Camille Sejuani Azir Kalista Ashe   | Chọn                          | Chọn   | Aatrox Lee Sin LeBlanc Varus Renata Glasc | Aatrox Lee Sin LeBlanc Varus Renata Glasc | Aatrox Lee Sin LeBlanc Varus Renata Glasc | Aatrox Lee Sin LeBlanc Varus Renata Glasc | Aatrox Lee Sin LeBlanc Varus Renata Glasc | Aatrox Lee Sin LeBlanc Varus Renata Glasc | Aatrox Lee Sin LeBlanc Varus Renata Glasc |
|                                     |                                     |                                     |                                     |                                     |                                     |                                     | MVP                           | MVP    | Pyosik                                    | Pyosik                                    | Pyosik                                    | Pyosik                                    | Pyosik                                    | Pyosik                                    | Pyosik                                    |

| 18/7/35                              | 18/7/35                              | 18/7/35                              | 18/7/35                              | 18/7/35                              | 18/7/35                              | 18/7/35                              | Trận 5                        | Trận 5 | 7/18/19                                   | 7/18/19                                   | 7/18/19                                   | 7/18/19                                   | 7/18/19                                   | 7/18/19                                   | 7/18/19                                   |
|                                      |                                      |                                      |                                      |                                      |                                      |                                      | Sự kiện thể thao đang diễn ra | 37:53  |                                           |                                           |                                           |                                           |                                           |                                           |                                           |
| Lucian Azir Yuumi Renekton Gangplank | Lucian Azir Yuumi Renekton Gangplank | Lucian Azir Yuumi Renekton Gangplank | Lucian Azir Yuumi Renekton Gangplank | Lucian Azir Yuumi Renekton Gangplank | Lucian Azir Yuumi Renekton Gangplank | Lucian Azir Yuumi Renekton Gangplank | Cấm                           | Cấm    | Heimerdinger Aatrox Caitlyn Kalista Varus | Heimerdinger Aatrox Caitlyn Kalista Varus | Heimerdinger Aatrox Caitlyn Kalista Varus | Heimerdinger Aatrox Caitlyn Kalista Varus | Heimerdinger Aatrox Caitlyn Kalista Varus | Heimerdinger Aatrox Caitlyn Kalista Varus | Heimerdinger Aatrox Caitlyn Kalista Varus |
| Fiora Viego Sylas Ezreal Karma       | Fiora Viego Sylas Ezreal Karma       | Fiora Viego Sylas Ezreal Karma       | Fiora Viego Sylas Ezreal Karma       | Fiora Viego Sylas Ezreal Karma       | Fiora Viego Sylas Ezreal Karma       | Fiora Viego Sylas Ezreal Karma       | Chọn                          | Chọn   | Jax Sejuani Akali Aphelios Lulu           | Jax Sejuani Akali Aphelios Lulu           | Jax Sejuani Akali Aphelios Lulu           | Jax Sejuani Akali Aphelios Lulu           | Jax Sejuani Akali Aphelios Lulu           | Jax Sejuani Akali Aphelios Lulu           | Jax Sejuani Akali Aphelios Lulu           |
| Zeka                                 | Zeka                                 | Zeka                                 | Zeka                                 | Zeka                                 | Zeka                                 | Zeka                                 | MVP                           | MVP    |                                           |                                           |                                           |                                           |                                           |                                           |                                           |

| Bo5 MVP: | Deft |  |

### Bán kết
| JingDong Gaming | 1 – 3 | T1 |

| 20/14/46                          | 20/14/46                          | 20/14/46                          | 20/14/46                          | 20/14/46                          | 20/14/46                          | 20/14/46                          | Trận 1                        | Trận 1 | 14/20/39                           | 14/20/39                           | 14/20/39                           | 14/20/39                           | 14/20/39                           | 14/20/39                           | 14/20/39                           |
|                                   |                                   |                                   |                                   |                                   |                                   |                                   | Sự kiện thể thao đang diễn ra | 39:52  |                                    |                                    |                                    |                                    |                                    |                                    |                                    |
| Caitlyn Yuumi Graves Viktor Akali | Caitlyn Yuumi Graves Viktor Akali | Caitlyn Yuumi Graves Viktor Akali | Caitlyn Yuumi Graves Viktor Akali | Caitlyn Yuumi Graves Viktor Akali | Caitlyn Yuumi Graves Viktor Akali | Caitlyn Yuumi Graves Viktor Akali | Cấm                           | Cấm    | Sejuani Sylas Aatrox Ornn Renekton | Sejuani Sylas Aatrox Ornn Renekton | Sejuani Sylas Aatrox Ornn Renekton | Sejuani Sylas Aatrox Ornn Renekton | Sejuani Sylas Aatrox Ornn Renekton | Sejuani Sylas Aatrox Ornn Renekton | Sejuani Sylas Aatrox Ornn Renekton |
| Jax Viego Taliyah Aphelios Lulu   | Jax Viego Taliyah Aphelios Lulu   | Jax Viego Taliyah Aphelios Lulu   | Jax Viego Taliyah Aphelios Lulu   | Jax Viego Taliyah Aphelios Lulu   | Jax Viego Taliyah Aphelios Lulu   | Jax Viego Taliyah Aphelios Lulu   | Chọn                          | Chọn   | Camille Vi Galio Lucian Nami       | Camille Vi Galio Lucian Nami       | Camille Vi Galio Lucian Nami       | Camille Vi Galio Lucian Nami       | Camille Vi Galio Lucian Nami       | Camille Vi Galio Lucian Nami       | Camille Vi Galio Lucian Nami       |
| Yagao                             | Yagao                             | Yagao                             | Yagao                             | Yagao                             | Yagao                             | Yagao                             | MVP                           | MVP    |                                    |                                    |                                    |                                    |                                    |                                    |                                    |

| 11/17/22                             | 11/17/22                             | 11/17/22                             | 11/17/22                             | 11/17/22                             | 11/17/22                             | 11/17/22                             | Trận 2                        | Trận 2 | 17/11/32                         | 17/11/32                         | 17/11/32                         | 17/11/32                         | 17/11/32                         | 17/11/32                         | 17/11/32                         |
|                                      |                                      |                                      |                                      |                                      |                                      |                                      | Sự kiện thể thao đang diễn ra | 33:59  |                                  |                                  |                                  |                                  |                                  |                                  |                                  |
| Caitlyn Yuumi Graves Lee Sin Fiora   | Caitlyn Yuumi Graves Lee Sin Fiora   | Caitlyn Yuumi Graves Lee Sin Fiora   | Caitlyn Yuumi Graves Lee Sin Fiora   | Caitlyn Yuumi Graves Lee Sin Fiora   | Caitlyn Yuumi Graves Lee Sin Fiora   | Caitlyn Yuumi Graves Lee Sin Fiora   | Cấm                           | Cấm    | Sejuani Viego Aatrox Vi Renekton | Sejuani Viego Aatrox Vi Renekton | Sejuani Viego Aatrox Vi Renekton | Sejuani Viego Aatrox Vi Renekton | Sejuani Viego Aatrox Vi Renekton | Sejuani Viego Aatrox Vi Renekton | Sejuani Viego Aatrox Vi Renekton |
| Malphite Belveth Sylas Aphelios Lulu | Malphite Belveth Sylas Aphelios Lulu | Malphite Belveth Sylas Aphelios Lulu | Malphite Belveth Sylas Aphelios Lulu | Malphite Belveth Sylas Aphelios Lulu | Malphite Belveth Sylas Aphelios Lulu | Malphite Belveth Sylas Aphelios Lulu | Chọn                          | Chọn   | Yone Poppy Ryze Lucian Nami      | Yone Poppy Ryze Lucian Nami      | Yone Poppy Ryze Lucian Nami      | Yone Poppy Ryze Lucian Nami      | Yone Poppy Ryze Lucian Nami      | Yone Poppy Ryze Lucian Nami      | Yone Poppy Ryze Lucian Nami      |
|                                      |                                      |                                      |                                      |                                      |                                      |                                      | MVP                           | MVP    | Gumayusi                         | Gumayusi                         | Gumayusi                         | Gumayusi                         | Gumayusi                         | Gumayusi                         | Gumayusi                         |

| 18/23/26                           | 18/23/26                           | 18/23/26                           | 18/23/26                           | 18/23/26                           | 18/23/26                           | 18/23/26                           | Trận 3                        | Trận 3 | 23/18/51                            | 23/18/51                            | 23/18/51                            | 23/18/51                            | 23/18/51                            | 23/18/51                            | 23/18/51                            |
|                                    |                                    |                                    |                                    |                                    |                                    |                                    | Sự kiện thể thao đang diễn ra | 30:54  |                                     |                                     |                                     |                                     |                                     |                                     |                                     |
| Caitlyn Yone Sejuani Lee Sin Jayce | Caitlyn Yone Sejuani Lee Sin Jayce | Caitlyn Yone Sejuani Lee Sin Jayce | Caitlyn Yone Sejuani Lee Sin Jayce | Caitlyn Yone Sejuani Lee Sin Jayce | Caitlyn Yone Sejuani Lee Sin Jayce | Caitlyn Yone Sejuani Lee Sin Jayce | Cấm                           | Cấm    | Yuumi Aatrox Graves Taliyah Galio   | Yuumi Aatrox Graves Taliyah Galio   | Yuumi Aatrox Graves Taliyah Galio   | Yuumi Aatrox Graves Taliyah Galio   | Yuumi Aatrox Graves Taliyah Galio   | Yuumi Aatrox Graves Taliyah Galio   | Yuumi Aatrox Graves Taliyah Galio   |
| Renekton Viego Azir Aphelios Lulu  | Renekton Viego Azir Aphelios Lulu  | Renekton Viego Azir Aphelios Lulu  | Renekton Viego Azir Aphelios Lulu  | Renekton Viego Azir Aphelios Lulu  | Renekton Viego Azir Aphelios Lulu  | Renekton Viego Azir Aphelios Lulu  | Chọn                          | Chọn   | Gangplank Nocturne Ryze Lucian Nami | Gangplank Nocturne Ryze Lucian Nami | Gangplank Nocturne Ryze Lucian Nami | Gangplank Nocturne Ryze Lucian Nami | Gangplank Nocturne Ryze Lucian Nami | Gangplank Nocturne Ryze Lucian Nami | Gangplank Nocturne Ryze Lucian Nami |
|                                    |                                    |                                    |                                    |                                    |                                    |                                    | MVP                           | MVP    | Keria                               | Keria                               | Keria                               | Keria                               | Keria                               | Keria                               | Keria                               |

| 7/30/18                              | 7/30/18                              | 7/30/18                              | 7/30/18                              | 7/30/18                              | 7/30/18                              | 7/30/18                              | Trận 4                        | Trận 4 | 30/7/76                              | 30/7/76                              | 30/7/76                              | 30/7/76                              | 30/7/76                              | 30/7/76                              | 30/7/76                              |
|                                      |                                      |                                      |                                      |                                      |                                      |                                      | Sự kiện thể thao đang diễn ra | 24:53  |                                      |                                      |                                      |                                      |                                      |                                      |                                      |
| Caitlyn Ryze Lucian Tahm Kench Fiora | Caitlyn Ryze Lucian Tahm Kench Fiora | Caitlyn Ryze Lucian Tahm Kench Fiora | Caitlyn Ryze Lucian Tahm Kench Fiora | Caitlyn Ryze Lucian Tahm Kench Fiora | Caitlyn Ryze Lucian Tahm Kench Fiora | Caitlyn Ryze Lucian Tahm Kench Fiora | Cấm                           | Cấm    | Yuumi Aatrox Graves Taliyah Ashe     | Yuumi Aatrox Graves Taliyah Ashe     | Yuumi Aatrox Graves Taliyah Ashe     | Yuumi Aatrox Graves Taliyah Ashe     | Yuumi Aatrox Graves Taliyah Ashe     | Yuumi Aatrox Graves Taliyah Ashe     | Yuumi Aatrox Graves Taliyah Ashe     |
| Sejuani Belveth Sylas Jhin Karma     | Sejuani Belveth Sylas Jhin Karma     | Sejuani Belveth Sylas Jhin Karma     | Sejuani Belveth Sylas Jhin Karma     | Sejuani Belveth Sylas Jhin Karma     | Sejuani Belveth Sylas Jhin Karma     | Sejuani Belveth Sylas Jhin Karma     | Chọn                          | Chọn   | Gragas Viego Azir Varus Renata Glasc | Gragas Viego Azir Varus Renata Glasc | Gragas Viego Azir Varus Renata Glasc | Gragas Viego Azir Varus Renata Glasc | Gragas Viego Azir Varus Renata Glasc | Gragas Viego Azir Varus Renata Glasc | Gragas Viego Azir Varus Renata Glasc |
|                                      |                                      |                                      |                                      |                                      |                                      |                                      | MVP                           | MVP    | Faker                                | Faker                                | Faker                                | Faker                                | Faker                                | Faker                                | Faker                                |

| Bo5 MVP: | Keria |  |

| JingDong Gaming | 1 – 3 | T1 |

| 20/14/46                          | 20/14/46                          | 20/14/46                          | 20/14/46                          | 20/14/46                          | 20/14/46                          | 20/14/46                          | Trận 1                        | Trận 1 | 14/20/39                           | 14/20/39                           | 14/20/39                           | 14/20/39                           | 14/20/39                           | 14/20/39                           | 14/20/39                           |
|                                   |                                   |                                   |                                   |                                   |                                   |                                   | Sự kiện thể thao đang diễn ra | 39:52  |                                    |                                    |                                    |                                    |                                    |                                    |                                    |
| Caitlyn Yuumi Graves Viktor Akali | Caitlyn Yuumi Graves Viktor Akali | Caitlyn Yuumi Graves Viktor Akali | Caitlyn Yuumi Graves Viktor Akali | Caitlyn Yuumi Graves Viktor Akali | Caitlyn Yuumi Graves Viktor Akali | Caitlyn Yuumi Graves Viktor Akali | Cấm                           | Cấm    | Sejuani Sylas Aatrox Ornn Renekton | Sejuani Sylas Aatrox Ornn Renekton | Sejuani Sylas Aatrox Ornn Renekton | Sejuani Sylas Aatrox Ornn Renekton | Sejuani Sylas Aatrox Ornn Renekton | Sejuani Sylas Aatrox Ornn Renekton | Sejuani Sylas Aatrox Ornn Renekton |
| Jax Viego Taliyah Aphelios Lulu   | Jax Viego Taliyah Aphelios Lulu   | Jax Viego Taliyah Aphelios Lulu   | Jax Viego Taliyah Aphelios Lulu   | Jax Viego Taliyah Aphelios Lulu   | Jax Viego Taliyah Aphelios Lulu   | Jax Viego Taliyah Aphelios Lulu   | Chọn                          | Chọn   | Camille Vi Galio Lucian Nami       | Camille Vi Galio Lucian Nami       | Camille Vi Galio Lucian Nami       | Camille Vi Galio Lucian Nami       | Camille Vi Galio Lucian Nami       | Camille Vi Galio Lucian Nami       | Camille Vi Galio Lucian Nami       |
| Yagao                             | Yagao                             | Yagao                             | Yagao                             | Yagao                             | Yagao                             | Yagao                             | MVP                           | MVP    |                                    |                                    |                                    |                                    |                                    |                                    |                                    |

| 11/17/22                             | 11/17/22                             | 11/17/22                             | 11/17/22                             | 11/17/22                             | 11/17/22                             | 11/17/22                             | Trận 2                        | Trận 2 | 17/11/32                         | 17/11/32                         | 17/11/32                         | 17/11/32                         | 17/11/32                         | 17/11/32                         | 17/11/32                         |
|                                      |                                      |                                      |                                      |                                      |                                      |                                      | Sự kiện thể thao đang diễn ra | 33:59  |                                  |                                  |                                  |                                  |                                  |                                  |                                  |
| Caitlyn Yuumi Graves Lee Sin Fiora   | Caitlyn Yuumi Graves Lee Sin Fiora   | Caitlyn Yuumi Graves Lee Sin Fiora   | Caitlyn Yuumi Graves Lee Sin Fiora   | Caitlyn Yuumi Graves Lee Sin Fiora   | Caitlyn Yuumi Graves Lee Sin Fiora   | Caitlyn Yuumi Graves Lee Sin Fiora   | Cấm                           | Cấm    | Sejuani Viego Aatrox Vi Renekton | Sejuani Viego Aatrox Vi Renekton | Sejuani Viego Aatrox Vi Renekton | Sejuani Viego Aatrox Vi Renekton | Sejuani Viego Aatrox Vi Renekton | Sejuani Viego Aatrox Vi Renekton | Sejuani Viego Aatrox Vi Renekton |
| Malphite Belveth Sylas Aphelios Lulu | Malphite Belveth Sylas Aphelios Lulu | Malphite Belveth Sylas Aphelios Lulu | Malphite Belveth Sylas Aphelios Lulu | Malphite Belveth Sylas Aphelios Lulu | Malphite Belveth Sylas Aphelios Lulu | Malphite Belveth Sylas Aphelios Lulu | Chọn                          | Chọn   | Yone Poppy Ryze Lucian Nami      | Yone Poppy Ryze Lucian Nami      | Yone Poppy Ryze Lucian Nami      | Yone Poppy Ryze Lucian Nami      | Yone Poppy Ryze Lucian Nami      | Yone Poppy Ryze Lucian Nami      | Yone Poppy Ryze Lucian Nami      |
|                                      |                                      |                                      |                                      |                                      |                                      |                                      | MVP                           | MVP    | Gumayusi                         | Gumayusi                         | Gumayusi                         | Gumayusi                         | Gumayusi                         | Gumayusi                         | Gumayusi                         |

| 18/23/26                           | 18/23/26                           | 18/23/26                           | 18/23/26                           | 18/23/26                           | 18/23/26                           | 18/23/26                           | Trận 3                        | Trận 3 | 23/18/51                            | 23/18/51                            | 23/18/51                            | 23/18/51                            | 23/18/51                            | 23/18/51                            | 23/18/51                            |
|                                    |                                    |                                    |                                    |                                    |                                    |                                    | Sự kiện thể thao đang diễn ra | 30:54  |                                     |                                     |                                     |                                     |                                     |                                     |                                     |
| Caitlyn Yone Sejuani Lee Sin Jayce | Caitlyn Yone Sejuani Lee Sin Jayce | Caitlyn Yone Sejuani Lee Sin Jayce | Caitlyn Yone Sejuani Lee Sin Jayce | Caitlyn Yone Sejuani Lee Sin Jayce | Caitlyn Yone Sejuani Lee Sin Jayce | Caitlyn Yone Sejuani Lee Sin Jayce | Cấm                           | Cấm    | Yuumi Aatrox Graves Taliyah Galio   | Yuumi Aatrox Graves Taliyah Galio   | Yuumi Aatrox Graves Taliyah Galio   | Yuumi Aatrox Graves Taliyah Galio   | Yuumi Aatrox Graves Taliyah Galio   | Yuumi Aatrox Graves Taliyah Galio   | Yuumi Aatrox Graves Taliyah Galio   |
| Renekton Viego Azir Aphelios Lulu  | Renekton Viego Azir Aphelios Lulu  | Renekton Viego Azir Aphelios Lulu  | Renekton Viego Azir Aphelios Lulu  | Renekton Viego Azir Aphelios Lulu  | Renekton Viego Azir Aphelios Lulu  | Renekton Viego Azir Aphelios Lulu  | Chọn                          | Chọn   | Gangplank Nocturne Ryze Lucian Nami | Gangplank Nocturne Ryze Lucian Nami | Gangplank Nocturne Ryze Lucian Nami | Gangplank Nocturne Ryze Lucian Nami | Gangplank Nocturne Ryze Lucian Nami | Gangplank Nocturne Ryze Lucian Nami | Gangplank Nocturne Ryze Lucian Nami |
|                                    |                                    |                                    |                                    |                                    |                                    |                                    | MVP                           | MVP    | Keria                               | Keria                               | Keria                               | Keria                               | Keria                               | Keria                               | Keria                               |

| 7/30/18                              | 7/30/18                              | 7/30/18                              | 7/30/18                              | 7/30/18                              | 7/30/18                              | 7/30/18                              | Trận 4                        | Trận 4 | 30/7/76                              | 30/7/76                              | 30/7/76                              | 30/7/76                              | 30/7/76                              | 30/7/76                              | 30/7/76                              |
|                                      |                                      |                                      |                                      |                                      |                                      |                                      | Sự kiện thể thao đang diễn ra | 24:53  |                                      |                                      |                                      |                                      |                                      |                                      |                                      |
| Caitlyn Ryze Lucian Tahm Kench Fiora | Caitlyn Ryze Lucian Tahm Kench Fiora | Caitlyn Ryze Lucian Tahm Kench Fiora | Caitlyn Ryze Lucian Tahm Kench Fiora | Caitlyn Ryze Lucian Tahm Kench Fiora | Caitlyn Ryze Lucian Tahm Kench Fiora | Caitlyn Ryze Lucian Tahm Kench Fiora | Cấm                           | Cấm    | Yuumi Aatrox Graves Taliyah Ashe     | Yuumi Aatrox Graves Taliyah Ashe     | Yuumi Aatrox Graves Taliyah Ashe     | Yuumi Aatrox Graves Taliyah Ashe     | Yuumi Aatrox Graves Taliyah Ashe     | Yuumi Aatrox Graves Taliyah Ashe     | Yuumi Aatrox Graves Taliyah Ashe     |
| Sejuani Belveth Sylas Jhin Karma     | Sejuani Belveth Sylas Jhin Karma     | Sejuani Belveth Sylas Jhin Karma     | Sejuani Belveth Sylas Jhin Karma     | Sejuani Belveth Sylas Jhin Karma     | Sejuani Belveth Sylas Jhin Karma     | Sejuani Belveth Sylas Jhin Karma     | Chọn                          | Chọn   | Gragas Viego Azir Varus Renata Glasc | Gragas Viego Azir Varus Renata Glasc | Gragas Viego Azir Varus Renata Glasc | Gragas Viego Azir Varus Renata Glasc | Gragas Viego Azir Varus Renata Glasc | Gragas Viego Azir Varus Renata Glasc | Gragas Viego Azir Varus Renata Glasc |
|                                      |                                      |                                      |                                      |                                      |                                      |                                      | MVP                           | MVP    | Faker                                | Faker                                | Faker                                | Faker                                | Faker                                | Faker                                | Faker                                |

| Bo5 MVP: | Keria |  |

| Gen.G | 1 – 3 | DRX |

| 12/2/24                              | 12/2/24                              | 12/2/24                              | 12/2/24                              | 12/2/24                              | 12/2/24                              | 12/2/24                              | Trận 1                        | Trận 1 | 2/12/3                                     | 2/12/3                                     | 2/12/3                                     | 2/12/3                                     | 2/12/3                                     | 2/12/3                                     | 2/12/3                                     |
|                                      |                                      |                                      |                                      |                                      |                                      |                                      | Sự kiện thể thao đang diễn ra | 29:39  |                                            |                                            |                                            |                                            |                                            |                                            |                                            |
| Heimerdinger Akali Aatrox Ashe Karma | Heimerdinger Akali Aatrox Ashe Karma | Heimerdinger Akali Aatrox Ashe Karma | Heimerdinger Akali Aatrox Ashe Karma | Heimerdinger Akali Aatrox Ashe Karma | Heimerdinger Akali Aatrox Ashe Karma | Heimerdinger Akali Aatrox Ashe Karma | Cấm                           | Cấm    | Yuumi Lucian Caitlyn Renekton Renata Glasc | Yuumi Lucian Caitlyn Renekton Renata Glasc | Yuumi Lucian Caitlyn Renekton Renata Glasc | Yuumi Lucian Caitlyn Renekton Renata Glasc | Yuumi Lucian Caitlyn Renekton Renata Glasc | Yuumi Lucian Caitlyn Renekton Renata Glasc | Yuumi Lucian Caitlyn Renekton Renata Glasc |
| Fiora Viego Sylas Varus Tahm Kench   | Fiora Viego Sylas Varus Tahm Kench   | Fiora Viego Sylas Varus Tahm Kench   | Fiora Viego Sylas Varus Tahm Kench   | Fiora Viego Sylas Varus Tahm Kench   | Fiora Viego Sylas Varus Tahm Kench   | Fiora Viego Sylas Varus Tahm Kench   | Chọn                          | Chọn   | Camille Sejuani Azir Miss Fortune Soraka   | Camille Sejuani Azir Miss Fortune Soraka   | Camille Sejuani Azir Miss Fortune Soraka   | Camille Sejuani Azir Miss Fortune Soraka   | Camille Sejuani Azir Miss Fortune Soraka   | Camille Sejuani Azir Miss Fortune Soraka   | Camille Sejuani Azir Miss Fortune Soraka   |
| Ruler                                | Ruler                                | Ruler                                | Ruler                                | Ruler                                | Ruler                                | Ruler                                | MVP                           | MVP    |                                            |                                            |                                            |                                            |                                            |                                            |                                            |

| 3/9/3                                | 3/9/3                                | 3/9/3                                | 3/9/3                                | 3/9/3                                | 3/9/3                                | 3/9/3                                | Trận 2                        | Trận 2 | 9/3/23                          | 9/3/23                          | 9/3/23                          | 9/3/23                          | 9/3/23                          | 9/3/23                          | 9/3/23                          |
|                                      |                                      |                                      |                                      |                                      |                                      |                                      | Sự kiện thể thao đang diễn ra | 39:23  |                                 |                                 |                                 |                                 |                                 |                                 |                                 |
| Heimerdinger Aatrox Yuumi Akali Azir | Heimerdinger Aatrox Yuumi Akali Azir | Heimerdinger Aatrox Yuumi Akali Azir | Heimerdinger Aatrox Yuumi Akali Azir | Heimerdinger Aatrox Yuumi Akali Azir | Heimerdinger Aatrox Yuumi Akali Azir | Heimerdinger Aatrox Yuumi Akali Azir | Cấm                           | Cấm    | Lucian Singed Ryze Gnar Camille | Lucian Singed Ryze Gnar Camille | Lucian Singed Ryze Gnar Camille | Lucian Singed Ryze Gnar Camille | Lucian Singed Ryze Gnar Camille | Lucian Singed Ryze Gnar Camille | Lucian Singed Ryze Gnar Camille |
| Ornn Graves Sylas Varus Karma        | Ornn Graves Sylas Varus Karma        | Ornn Graves Sylas Varus Karma        | Ornn Graves Sylas Varus Karma        | Ornn Graves Sylas Varus Karma        | Ornn Graves Sylas Varus Karma        | Ornn Graves Sylas Varus Karma        | Chọn                          | Chọn   | Gragas Kindred Ahri Caitlyn Lux | Gragas Kindred Ahri Caitlyn Lux | Gragas Kindred Ahri Caitlyn Lux | Gragas Kindred Ahri Caitlyn Lux | Gragas Kindred Ahri Caitlyn Lux | Gragas Kindred Ahri Caitlyn Lux | Gragas Kindred Ahri Caitlyn Lux |
|                                      |                                      |                                      |                                      |                                      |                                      |                                      | MVP                           | MVP    | Deft                            | Deft                            | Deft                            | Deft                            | Deft                            | Deft                            | Deft                            |

| 5/20/10                                  | 5/20/10                                  | 5/20/10                                  | 5/20/10                                  | 5/20/10                                  | 5/20/10                                  | 5/20/10                                  | Trận 3                        | Trận 3 | 20/5/34                             | 20/5/34                             | 20/5/34                             | 20/5/34                             | 20/5/34                             | 20/5/34                             | 20/5/34                             |
|                                          |                                          |                                          |                                          |                                          |                                          |                                          | Sự kiện thể thao đang diễn ra | 30:08  |                                     |                                     |                                     |                                     |                                     |                                     |                                     |
| Heimerdinger Sylas Aatrox Camille Gragas | Heimerdinger Sylas Aatrox Camille Gragas | Heimerdinger Sylas Aatrox Camille Gragas | Heimerdinger Sylas Aatrox Camille Gragas | Heimerdinger Sylas Aatrox Camille Gragas | Heimerdinger Sylas Aatrox Camille Gragas | Heimerdinger Sylas Aatrox Camille Gragas | Cấm                           | Cấm    | Yuumi Lucian Caitlyn Renekton Gnar  | Yuumi Lucian Caitlyn Renekton Gnar  | Yuumi Lucian Caitlyn Renekton Gnar  | Yuumi Lucian Caitlyn Renekton Gnar  | Yuumi Lucian Caitlyn Renekton Gnar  | Yuumi Lucian Caitlyn Renekton Gnar  | Yuumi Lucian Caitlyn Renekton Gnar  |
| Sejuani Trundle Azir Ezreal Karma        | Sejuani Trundle Azir Ezreal Karma        | Sejuani Trundle Azir Ezreal Karma        | Sejuani Trundle Azir Ezreal Karma        | Sejuani Trundle Azir Ezreal Karma        | Sejuani Trundle Azir Ezreal Karma        | Sejuani Trundle Azir Ezreal Karma        | Chọn                          | Chọn   | Ornn Viego Akali Varus Renata Glasc | Ornn Viego Akali Varus Renata Glasc | Ornn Viego Akali Varus Renata Glasc | Ornn Viego Akali Varus Renata Glasc | Ornn Viego Akali Varus Renata Glasc | Ornn Viego Akali Varus Renata Glasc | Ornn Viego Akali Varus Renata Glasc |
|                                          |                                          |                                          |                                          |                                          |                                          |                                          | MVP                           | MVP    | Zeka                                | Zeka                                | Zeka                                | Zeka                                | Zeka                                | Zeka                                | Zeka                                |

| 8/15/20                                      | 8/15/20                                      | 8/15/20                                      | 8/15/20                                      | 8/15/20                                      | 8/15/20                                      | 8/15/20                                      | Trận 4                        | Trận 4 | 15/8/44                             | 15/8/44                             | 15/8/44                             | 15/8/44                             | 15/8/44                             | 15/8/44                             | 15/8/44                             |
|                                              |                                              |                                              |                                              |                                              |                                              |                                              | Sự kiện thể thao đang diễn ra | 37:48  |                                     |                                     |                                     |                                     |                                     |                                     |                                     |
| Heimerdinger Akali Aatrox Renata Glasc Karma | Heimerdinger Akali Aatrox Renata Glasc Karma | Heimerdinger Akali Aatrox Renata Glasc Karma | Heimerdinger Akali Aatrox Renata Glasc Karma | Heimerdinger Akali Aatrox Renata Glasc Karma | Heimerdinger Akali Aatrox Renata Glasc Karma | Heimerdinger Akali Aatrox Renata Glasc Karma | Cấm                           | Cấm    | Yuumi Lucian Caitlyn Aphelios Sivir | Yuumi Lucian Caitlyn Aphelios Sivir | Yuumi Lucian Caitlyn Aphelios Sivir | Yuumi Lucian Caitlyn Aphelios Sivir | Yuumi Lucian Caitlyn Aphelios Sivir | Yuumi Lucian Caitlyn Aphelios Sivir | Yuumi Lucian Caitlyn Aphelios Sivir |
| Renekton Viego Ryze Xayah Nautilus           | Renekton Viego Ryze Xayah Nautilus           | Renekton Viego Ryze Xayah Nautilus           | Renekton Viego Ryze Xayah Nautilus           | Renekton Viego Ryze Xayah Nautilus           | Renekton Viego Ryze Xayah Nautilus           | Renekton Viego Ryze Xayah Nautilus           | Chọn                          | Chọn   | Gragas Kindred Galio Varus Braum    | Gragas Kindred Galio Varus Braum    | Gragas Kindred Galio Varus Braum    | Gragas Kindred Galio Varus Braum    | Gragas Kindred Galio Varus Braum    | Gragas Kindred Galio Varus Braum    | Gragas Kindred Galio Varus Braum    |
|                                              |                                              |                                              |                                              |                                              |                                              |                                              | MVP                           | MVP    | BeryL                               | BeryL                               | BeryL                               | BeryL                               | BeryL                               | BeryL                               | BeryL                               |

| Bo5 MVP: | Zeka |  |

| Gen.G | 1 – 3 | DRX |

| 12/2/24                              | 12/2/24                              | 12/2/24                              | 12/2/24                              | 12/2/24                              | 12/2/24                              | 12/2/24                              | Trận 1                        | Trận 1 | 2/12/3                                     | 2/12/3                                     | 2/12/3                                     | 2/12/3                                     | 2/12/3                                     | 2/12/3                                     | 2/12/3                                     |
|                                      |                                      |                                      |                                      |                                      |                                      |                                      | Sự kiện thể thao đang diễn ra | 29:39  |                                            |                                            |                                            |                                            |                                            |                                            |                                            |
| Heimerdinger Akali Aatrox Ashe Karma | Heimerdinger Akali Aatrox Ashe Karma | Heimerdinger Akali Aatrox Ashe Karma | Heimerdinger Akali Aatrox Ashe Karma | Heimerdinger Akali Aatrox Ashe Karma | Heimerdinger Akali Aatrox Ashe Karma | Heimerdinger Akali Aatrox Ashe Karma | Cấm                           | Cấm    | Yuumi Lucian Caitlyn Renekton Renata Glasc | Yuumi Lucian Caitlyn Renekton Renata Glasc | Yuumi Lucian Caitlyn Renekton Renata Glasc | Yuumi Lucian Caitlyn Renekton Renata Glasc | Yuumi Lucian Caitlyn Renekton Renata Glasc | Yuumi Lucian Caitlyn Renekton Renata Glasc | Yuumi Lucian Caitlyn Renekton Renata Glasc |
| Fiora Viego Sylas Varus Tahm Kench   | Fiora Viego Sylas Varus Tahm Kench   | Fiora Viego Sylas Varus Tahm Kench   | Fiora Viego Sylas Varus Tahm Kench   | Fiora Viego Sylas Varus Tahm Kench   | Fiora Viego Sylas Varus Tahm Kench   | Fiora Viego Sylas Varus Tahm Kench   | Chọn                          | Chọn   | Camille Sejuani Azir Miss Fortune Soraka   | Camille Sejuani Azir Miss Fortune Soraka   | Camille Sejuani Azir Miss Fortune Soraka   | Camille Sejuani Azir Miss Fortune Soraka   | Camille Sejuani Azir Miss Fortune Soraka   | Camille Sejuani Azir Miss Fortune Soraka   | Camille Sejuani Azir Miss Fortune Soraka   |
| Ruler                                | Ruler                                | Ruler                                | Ruler                                | Ruler                                | Ruler                                | Ruler                                | MVP                           | MVP    |                                            |                                            |                                            |                                            |                                            |                                            |                                            |

| 3/9/3                                | 3/9/3                                | 3/9/3                                | 3/9/3                                | 3/9/3                                | 3/9/3                                | 3/9/3                                | Trận 2                        | Trận 2 | 9/3/23                          | 9/3/23                          | 9/3/23                          | 9/3/23                          | 9/3/23                          | 9/3/23                          | 9/3/23                          |
|                                      |                                      |                                      |                                      |                                      |                                      |                                      | Sự kiện thể thao đang diễn ra | 39:23  |                                 |                                 |                                 |                                 |                                 |                                 |                                 |
| Heimerdinger Aatrox Yuumi Akali Azir | Heimerdinger Aatrox Yuumi Akali Azir | Heimerdinger Aatrox Yuumi Akali Azir | Heimerdinger Aatrox Yuumi Akali Azir | Heimerdinger Aatrox Yuumi Akali Azir | Heimerdinger Aatrox Yuumi Akali Azir | Heimerdinger Aatrox Yuumi Akali Azir | Cấm                           | Cấm    | Lucian Singed Ryze Gnar Camille | Lucian Singed Ryze Gnar Camille | Lucian Singed Ryze Gnar Camille | Lucian Singed Ryze Gnar Camille | Lucian Singed Ryze Gnar Camille | Lucian Singed Ryze Gnar Camille | Lucian Singed Ryze Gnar Camille |
| Ornn Graves Sylas Varus Karma        | Ornn Graves Sylas Varus Karma        | Ornn Graves Sylas Varus Karma        | Ornn Graves Sylas Varus Karma        | Ornn Graves Sylas Varus Karma        | Ornn Graves Sylas Varus Karma        | Ornn Graves Sylas Varus Karma        | Chọn                          | Chọn   | Gragas Kindred Ahri Caitlyn Lux | Gragas Kindred Ahri Caitlyn Lux | Gragas Kindred Ahri Caitlyn Lux | Gragas Kindred Ahri Caitlyn Lux | Gragas Kindred Ahri Caitlyn Lux | Gragas Kindred Ahri Caitlyn Lux | Gragas Kindred Ahri Caitlyn Lux |
|                                      |                                      |                                      |                                      |                                      |                                      |                                      | MVP                           | MVP    | Deft                            | Deft                            | Deft                            | Deft                            | Deft                            | Deft                            | Deft                            |

| 5/20/10                                  | 5/20/10                                  | 5/20/10                                  | 5/20/10                                  | 5/20/10                                  | 5/20/10                                  | 5/20/10                                  | Trận 3                        | Trận 3 | 20/5/34                             | 20/5/34                             | 20/5/34                             | 20/5/34                             | 20/5/34                             | 20/5/34                             | 20/5/34                             |
|                                          |                                          |                                          |                                          |                                          |                                          |                                          | Sự kiện thể thao đang diễn ra | 30:08  |                                     |                                     |                                     |                                     |                                     |                                     |                                     |
| Heimerdinger Sylas Aatrox Camille Gragas | Heimerdinger Sylas Aatrox Camille Gragas | Heimerdinger Sylas Aatrox Camille Gragas | Heimerdinger Sylas Aatrox Camille Gragas | Heimerdinger Sylas Aatrox Camille Gragas | Heimerdinger Sylas Aatrox Camille Gragas | Heimerdinger Sylas Aatrox Camille Gragas | Cấm                           | Cấm    | Yuumi Lucian Caitlyn Renekton Gnar  | Yuumi Lucian Caitlyn Renekton Gnar  | Yuumi Lucian Caitlyn Renekton Gnar  | Yuumi Lucian Caitlyn Renekton Gnar  | Yuumi Lucian Caitlyn Renekton Gnar  | Yuumi Lucian Caitlyn Renekton Gnar  | Yuumi Lucian Caitlyn Renekton Gnar  |
| Sejuani Trundle Azir Ezreal Karma        | Sejuani Trundle Azir Ezreal Karma        | Sejuani Trundle Azir Ezreal Karma        | Sejuani Trundle Azir Ezreal Karma        | Sejuani Trundle Azir Ezreal Karma        | Sejuani Trundle Azir Ezreal Karma        | Sejuani Trundle Azir Ezreal Karma        | Chọn                          | Chọn   | Ornn Viego Akali Varus Renata Glasc | Ornn Viego Akali Varus Renata Glasc | Ornn Viego Akali Varus Renata Glasc | Ornn Viego Akali Varus Renata Glasc | Ornn Viego Akali Varus Renata Glasc | Ornn Viego Akali Varus Renata Glasc | Ornn Viego Akali Varus Renata Glasc |
|                                          |                                          |                                          |                                          |                                          |                                          |                                          | MVP                           | MVP    | Zeka                                | Zeka                                | Zeka                                | Zeka                                | Zeka                                | Zeka                                | Zeka                                |

| 8/15/20                                      | 8/15/20                                      | 8/15/20                                      | 8/15/20                                      | 8/15/20                                      | 8/15/20                                      | 8/15/20                                      | Trận 4                        | Trận 4 | 15/8/44                             | 15/8/44                             | 15/8/44                             | 15/8/44                             | 15/8/44                             | 15/8/44                             | 15/8/44                             |
|                                              |                                              |                                              |                                              |                                              |                                              |                                              | Sự kiện thể thao đang diễn ra | 37:48  |                                     |                                     |                                     |                                     |                                     |                                     |                                     |
| Heimerdinger Akali Aatrox Renata Glasc Karma | Heimerdinger Akali Aatrox Renata Glasc Karma | Heimerdinger Akali Aatrox Renata Glasc Karma | Heimerdinger Akali Aatrox Renata Glasc Karma | Heimerdinger Akali Aatrox Renata Glasc Karma | Heimerdinger Akali Aatrox Renata Glasc Karma | Heimerdinger Akali Aatrox Renata Glasc Karma | Cấm                           | Cấm    | Yuumi Lucian Caitlyn Aphelios Sivir | Yuumi Lucian Caitlyn Aphelios Sivir | Yuumi Lucian Caitlyn Aphelios Sivir | Yuumi Lucian Caitlyn Aphelios Sivir | Yuumi Lucian Caitlyn Aphelios Sivir | Yuumi Lucian Caitlyn Aphelios Sivir | Yuumi Lucian Caitlyn Aphelios Sivir |
| Renekton Viego Ryze Xayah Nautilus           | Renekton Viego Ryze Xayah Nautilus           | Renekton Viego Ryze Xayah Nautilus           | Renekton Viego Ryze Xayah Nautilus           | Renekton Viego Ryze Xayah Nautilus           | Renekton Viego Ryze Xayah Nautilus           | Renekton Viego Ryze Xayah Nautilus           | Chọn                          | Chọn   | Gragas Kindred Galio Varus Braum    | Gragas Kindred Galio Varus Braum    | Gragas Kindred Galio Varus Braum    | Gragas Kindred Galio Varus Braum    | Gragas Kindred Galio Varus Braum    | Gragas Kindred Galio Varus Braum    | Gragas Kindred Galio Varus Braum    |
|                                              |                                              |                                              |                                              |                                              |                                              |                                              | MVP                           | MVP    | BeryL                               | BeryL                               | BeryL                               | BeryL                               | BeryL                               | BeryL                               | BeryL                               |

| Bo5 MVP: | Zeka |  |

### Chung kết
|  | Chung kết - Bo5 |  | T1 | 2 – 3 | DRX |  | Nhà thi đấu Chase Center |

|  |  |  | 15/5/29                                    | Trận 1                        | Trận 1 | 5/15/1                                      |  |  |
|  |  |  |                                            | Sự kiện thể thao đang diễn ra | 31:10  |                                             |  |  |
|  |  |  | Akali ⋅ Sejuani Ashe ⋅ Rell ⋅ Ezreal       | Cấm                           | Cấm    | Yuumi ⋅ Lucian Caitlyn ⋅ Ryze ⋅ Graves      |  |  |
|  |  |  | Yone ⋅ Lee Sin Azir ⋅ Varus ⋅ Renata Glasc | Chọn                          | Chọn   | Aatrox ⋅ Viego Sylas ⋅ Sivir ⋅ Heimerdinger |  |  |
|  |  |  | Faker                                      | MVP                           | MVP    |                                             |  |  |

|  |  |  | 13/17/29                                  | Trận 2                        | Trận 2 | 17/13/36                                     |  |  |
|  |  |  |                                           | Sự kiện thể thao đang diễn ra | 46:11  |                                              |  |  |
|  |  |  | Yuumi ⋅ Caitlyn Sejuani ⋅ Akali ⋅ Kindred | Cấm                           | Cấm    | Lucian ⋅ Ryze Renata Glasc ⋅ Nocturne ⋅ Azir |  |  |
|  |  |  | Aatrox ⋅ Graves Viktor ⋅ Ashe ⋅ Lux       | Chọn                          | Chọn   | Camille ⋅ Viego Sylas ⋅ Varus ⋅ Heimerdinger |  |  |
|  |  |  |                                           | MVP                           | MVP    | kingen                                       |  |  |

|  |  |  | 12/12/23                                | Trận 3                        | Trận 3 | 12/12/30                                    |  |  |
|  |  |  |                                         | Sự kiện thể thao đang diễn ra | 32:11  |                                             |  |  |
|  |  |  | Akali ⋅ Sejuani Ashe ⋅ Aatrox ⋅ Kindred | Cấm                           | Cấm    | Gragas ⋅ Graves Azir ⋅ Varus ⋅ Karma        |  |  |
|  |  |  | Yuumi ⋅ Lucian Caitlyn ⋅ Yone ⋅ Lee Sin | Chọn                          | Chọn   | Ornn ⋅ Viego Sylas ⋅ Kalista ⋅ Renata Glasc |  |  |
|  |  |  | Keria                                   | MVP                           | MVP    |                                             |  |  |

|  |  |  | 4/14/8                                         | Trận 4                        | Trận 4 | 14/4/26                                     |  |  |
|  |  |  |                                                | Sự kiện thể thao đang diễn ra | 28:44  |                                             |  |  |
|  |  |  | Caitlyn ⋅ Yuumi Heimerdinger ⋅ Kindred ⋅ Viego | Cấm                           | Cấm    | Lucian ⋅ Ashe Ryze ⋅ Viktor ⋅ Yone          |  |  |
|  |  |  | Fiora ⋅ Sejuani Akali ⋅ Kalista ⋅ Soraka       | Chọn                          | Chọn   | Aatrox ⋅ Maokai Azir ⋅ Varus ⋅ Renata Glasc |  |  |
|  |  |  |                                                | MVP                           | MVP    | kingen                                      |  |  |

|  |  |  | 10/19/20                                              | Trận 5                        | Trận 5 | 19/10/37                               |  |  |
|  |  |  |                                                       | Sự kiện thể thao đang diễn ra | 42:09  |                                        |  |  |
|  |  |  | Akali ⋅ Heimerdinger Renata Glasc ⋅ Sejuani ⋅ Kindred | Cấm                           | Cấm    | Lux ⋅ Lucian Yuumi ⋅ Yone ⋅ Lee Sin    |  |  |
|  |  |  | Gwen ⋅ Viego Viktor ⋅ Varus ⋅ Karma                   | Chọn                          | Chọn   | Aatrox ⋅ Hecarim Azir ⋅ Bard ⋅ Caitlyn |  |  |
|  |  |  |                                                       | MVP                           | MVP    | kingen                                 |  |  |

|  | Finals MVP |  | Hwang "kingen" Seong-hoon | Hwang "kingen" Seong-hoon | Hwang "kingen" Seong-hoon |  |  |
|  |            |  |                           |                           |                           |  |  |

## Lễ khai mạc trận chung kết
Lễ khai mạc trận chung kết Giải vô địch thế giới Liên Minh Huyền Thoại 2022 được diễn ra vào lúc 07:00 ngày 6 tháng 11 năm 2022, với các nghệ sĩ tham gia biểu diễn gồm: Lil Nas X, Edda Hayes, Louis Leibfried và Jackson Wang, biểu diễn ca khúc chủ đề Star Walkin' cùng với các ca khúc khác.

## Thứ hạng chung cuộc

### Danh hiệu
|                                     |
| F.MVP DRX Hwang "kingen" Seong-hoon |

|                                                  |
| 20 22 · Vô địch · LCK · DRX Vô địch lần đầu tiên |
|                                                  |

|               |
| Á quân LCK T1 |

### Bảng xếp hạng
Tổng giá trị giải thưởng mặc định của Giải VĐTG 2022 là $2.225.000 Đô la Mỹ (chưa kể một phần doanh thu từ trang phục Azir quán quân).
- Tại vòng bảng: nếu 2 đội cuối bảng bị loại có hiệu số như nhau, cả 2 sẽ nhận được 2,375% tổng giải thưởng.
- Tại vòng 1 - vòng khởi động: nếu 2 đội cuối bảng bị loại có hiệu số như nhau, cả 2 sẽ nhận được 0,875% tổng giải thưởng.

| Thứ hạng                          | GT ($)     | GT (%) | Đội tuyển           | Khu vực | Kết quả     |
| --------------------------------- | ---------- | ------ | ------------------- | ------- | ----------- |
| 1st                               | $489.500   | 22%    | DRX                 | LCK     | Vô địch     |
| 2nd                               | $333.750   | 15%    | T1                  | LCK     | Á quân      |
| Bị loại ở bán kết                 |            |        |                     |         |             |
| 3rd-4th                           | $178.000   | 8%     | Gen.G               | LCK     | Top 4       |
| 3rd-4th                           | $178.000   | 8%     | JingDong Gaming     | LPL     | Top 4       |
| Bị loại ở tứ kết                  |            |        |                     |         |             |
| 5th-8th                           | $100.125   | 4,5%   | EDward Gaming       | LPL     | Top 8       |
| 5th-8th                           | $100.125   | 4,5%   | DWG KIA             | LCK     | Top 8       |
| 5th-8th                           | $100.125   | 4,5%   | Royal Never Give Up | LPL     | Top 8       |
| 5th-8th                           | $100.125   | 4,5%   | Rogue               | LEC     | Top 8       |
| Bị loại ở vòng bảng               |            |        |                     |         |             |
| 9th-10th                          | $55.625    | 2,5%   | Fnatic              | LEC     | #3 bảng A   |
| 9th-10th                          | $55.625    | 2,5%   | TOP Esports         | LPL     | #3 bảng C   |
| 11th-14th                         | $52,843.75 | 2.375% | G2 Esports          | LEC     | #3 bảng B   |
| 11th-14th                         | $52,843.75 | 2.375% | Evil Geniuses       | LCS     | #3 bảng B   |
| 11th-14th                         | $52,843.75 | 2.375% | CTBC Flying Oyster  | PCS     | #3 bảng D   |
| 11th-14th                         | $52,843.75 | 2.375% | 100 Thieves         | LCS     | #3 bảng D   |
| 15th-16th                         | $50.062,50 | 2,25%  | Cloud9              | LCS     | #4 bảng A   |
| 15th-16th                         | $50.062,50 | 2,25%  | GAM Esports         | VCS     | #4 bảng C   |
| Bị loại ở vòng 2 - vòng khởi động |            |        |                     |         |             |
| 17th–18th                         | $38.937,50 | 1,75%  | DetonatioN FocusMe  | LJL     | Vòng loại 2 |
| 17th–18th                         | $38.937,50 | 1,75%  | MAD Lions           | LEC     | Vòng loại 2 |
| 19th–20th                         | $27.812,50 | 1,25%  | LOUD                | CBLOL   | Vòng loại 1 |
| 19th–20th                         | $27.812,50 | 1,25%  | Saigon Buffalo      | VCS     | Vòng loại 1 |
| Bị loại ở vòng 1 - vòng khởi động |            |        |                     |         |             |
| 21st-22nd                         | $22.250    | 1%     | Beyond Gaming       | PCS     | #5 bảng A   |
| 21st-22nd                         | $22.250    | 1%     | Isurus              | LLA     | #5 bảng B   |
| 23rd-24th                         | $16.687,50 | 0.75%  | Chiefs Esports Club | LCO     | #6 bảng A   |
| 23rd-24th                         | $16.687,50 | 0.75%  | Istanbul Wildcats   | TCL     | #6 bảng B   |
| Không thể tham dự                 |            |        |                     |         |             |
| LCL                               |            |        |                     |         |             |

## Thống kê

### Lượng người xem
Lượng người xem được thống kê dưới đây có số liệu dựa trên dữ liệu từ các nền tảng nhất định và không bao gồm lượng người xem tại khu vực Trung Quốc.
| \| Lượng người xem đỉnh điểm: \| 5.147.701 (T1 vs DRX - Chung kết) \| \| Lượng người xem trung bình: \| 987.436 \| \| Tổng giờ xem: \| 141.943.968 (giờ) \| Nguồn: Esports Charts |                                   |
| Lượng người xem đỉnh điểm: | 5.147.701 (T1 vs DRX - Chung kết) |
| Lượng người xem trung bình: | 987.436                           |
| Tổng giờ xem: | 141.943.968 (giờ)                 |

### Vòng khởi động
| Tổng số trận đấu đã diễn ra:                  | 47                                   |
| Thời lượng trung bình:                        | 31'09                                |
| Số điểm hạ gục trung bình/trận:               | 28                                   |
| Trận đấu có thời gian ngắn nhất:              | Isurus vs DRX ( 22'35)               |
| Trận đấu có thời gian dài nhất:               | LOUD vs DetonatioN FocusMe ( 44'48)  |
| Trận đấu có nhiều điểm hạ gục nhất:           | LOUD vs Chiefs Esports Club (47 ĐHG) |
| Tuyển thủ có KDA cao nhất:                    | FNC Rhuckz (Perfect!)                |
| Tuyển thủ có chỉ số lính trung bình cao nhất: | DRX Zeka (10.8 CSM)                  |
| Tổng số tướng đã được sử dụng:                | 90                                   |
| Tướng bị cấm nhiều nhất:                      | Kalista (30 lượt)                    |
| Tướng được chọn nhiều nhất:                   | Aatrox (24 lượt)                     |

| Tổng số trận đấu đã diễn ra:                  | 47                                   |
| Thời lượng trung bình:                        | 31'09                                |
| Số điểm hạ gục trung bình/trận:               | 28                                   |
| Trận đấu có thời gian ngắn nhất:              | Isurus vs DRX ( 22'35)               |
| Trận đấu có thời gian dài nhất:               | LOUD vs DetonatioN FocusMe ( 44'48)  |
| Trận đấu có nhiều điểm hạ gục nhất:           | LOUD vs Chiefs Esports Club (47 ĐHG) |
| Tuyển thủ có KDA cao nhất:                    | FNC Rhuckz (Perfect!)                |
| Tuyển thủ có chỉ số lính trung bình cao nhất: | DRX Zeka (10.8 CSM)                  |
| Tổng số tướng đã được sử dụng:                | 90                                   |
| Tướng bị cấm nhiều nhất:                      | Kalista (30 lượt)                    |
| Tướng được chọn nhiều nhất:                   | Aatrox (24 lượt)                     |

| Rồng ngàn tuổi | 1  |
| Rồng lửa       | 35 |
| Rồng gió       | 40 |
| Rồng nước      | 37 |
| Rồng đất       | 34 |
| Rồng công nghệ | 38 |

| Rồng ngàn tuổi | 1  |
| Rồng lửa       | 35 |
| Rồng gió       | 40 |
| Rồng nước      | 37 |
| Rồng đất       | 34 |
| Rồng công nghệ | 38 |

| Tuyển thủ  | Vị trí     | Trận đấu                               | Tướng sử dụng |
| ---------- | ---------- | -------------------------------------- | ------------- |
| FNC Upset  | Đường dưới | Chiefs Esports Club vs Fnatic (vòng 1) | Kalista       |
| SGB Shogun | Đường dưới | Saigon Buffalo vs Isurus (vòng 1)      | Aphelios      |

### Vòng bảng & Vòng loại trực tiếp
| Tổng số trận đấu đã diễn ra:                  | 80                                  |
| Thời lượng trung bình:                        | 31'40                               |
| Số điểm hạ gục trung bình/trận:               | 25                                  |
| Trận đấu có thời gian ngắn nhất:              | T1 vs Edward Gaming ( 22'51)        |
| Trận đấu có thời gian dài nhất:               | T1 vs DRX ( 46'11)                  |
| Trận đấu có nhiều điểm hạ gục nhất:           | DWG KIA ⁠vs JingDong Gaming (45 ĐHG) |
| Tuyển thủ có KDA cao nhất:                    | Knight (8.4)                        |
| Tuyển thủ có chỉ số lính trung bình cao nhất: | RNG GALA (10 CSM)                   |
| Tổng số tướng đã được sử dụng:                | 94                                  |
| Tướng bị cấm nhiều nhất:                      | Yuumi (68 lượt)                     |
| Tướng được chọn nhiều nhất:                   | Azir (37 lượt)                      |

| Tổng số trận đấu đã diễn ra:                  | 80                                  |
| Thời lượng trung bình:                        | 31'40                               |
| Số điểm hạ gục trung bình/trận:               | 25                                  |
| Trận đấu có thời gian ngắn nhất:              | T1 vs Edward Gaming ( 22'51)        |
| Trận đấu có thời gian dài nhất:               | T1 vs DRX ( 46'11)                  |
| Trận đấu có nhiều điểm hạ gục nhất:           | DWG KIA ⁠vs JingDong Gaming (45 ĐHG) |
| Tuyển thủ có KDA cao nhất:                    | Knight (8.4)                        |
| Tuyển thủ có chỉ số lính trung bình cao nhất: | RNG GALA (10 CSM)                   |
| Tổng số tướng đã được sử dụng:                | 94                                  |
| Tướng bị cấm nhiều nhất:                      | Yuumi (68 lượt)                     |
| Tướng được chọn nhiều nhất:                   | Azir (37 lượt)                      |

| Rồng ngàn tuổi | 6  |
| Rồng lửa       | 69 |
| Rồng gió       | 67 |
| Rồng nước      | 74 |
| Rồng đất       | 64 |
| Rồng công nghệ | 67 |

| Rồng ngàn tuổi | 6  |
| Rồng lửa       | 69 |
| Rồng gió       | 67 |
| Rồng nước      | 74 |
| Rồng đất       | 64 |
| Rồng công nghệ | 67 |

### Worlds 2022
- Trang chủ